# Brooklyn Nets
I Brooklyn Nets, nati come New York Americans nel 1967 nell'ABA, conosciuti dal 1968 al 1977 come New York Nets e successivamente in NBA come New Jersey Nets fino al 2012 (anno del trasferimento a Brooklyn), sono una delle trenta franchigie di pallacanestro che militano nel massimo campionato professionistico statunitense, la National Basketball Association (NBA), e una delle quattro provenienti dall'ABA assieme a San Antonio Spurs, Indiana Pacers e Denver Nuggets. La franchigia ha sede a Brooklyn, uno dei cinque distretti di New York, e disputa le proprie partite interne al Barclays Center.
Dal 1968 al 1976 la squadra fece parte dell'American Basketball Association (ABA) con il nome di New York Nets, giocava a Long Island e vinse due volte il titolo ABA risultando la seconda franchigia più vincente nella storia della defunta lega.

## Storia

### Gli anni in ABA
La franchigia venne costituita nel 1967 all'interno della American Basketball Association col nome di New York Americans e avrebbe dovuto giocare al 69th Regiment Armory di Manhattan ma, a seguito di pressioni della squadra NBA dei New York Knicks (che ci avevano giocato dal 1946 al 1960), che non volevano concorrenti nell'area di New York, a tre mesi dalla prima partita venne revocata la possibilità di giocarci e, a seguito dell'impossibilità di trovare un altro campo di gioco a New York prima dell'inizio della stagione, Arthur J. Brown decise di andare al Teaneck Armory a Teaneck, New Jersey giocando la prima stagione con il nome di New Jersey Americans, nonostante il nome della franchigia restò quella di New York Americans.
Nella prima stagione arrivarono quarti con lo stesso record dei Kentucky Colonels nella Eastern Division e per determinare chi avrebbe avuto accesso alla post season fu stabilito che si sarebbe dovuto giocare una partita di spareggio al Teaneck Armory di Teaneck: quando si scoprì che il circo aveva prenotato il palazzetto si decise di disputare gli incontri nella Long Island Arena di Commack, New York ma una volta arrivati sul posto si scoprì che il terreno di gioco era in pessime condizioni e a seguito del rifiuto dei giocatori dei Kentucky Colonels di scendere in campo il Commissioner dell'ABA George Mikan diede la vittoria a tavolino per i Colonels che accedettero così ai playoff.
Dopo il primo anno, a seguito del trasferimento proprio alla Long Island Arena a Long Island, New York la squadra cambiò nome in New York Nets, e dopo una difficile stagione fu venduta a un nuovo proprietario Roy Boe che cercò di ingaggiare il 3 volte campione NCAA di UCLA nativo di New York Lew Alcindor, che dopo un mese prese però la decisione di firmare in NBA con i Milwaukee Bucks
I Nets cambiarono nuovamente arena scegliendo la Island Garden Arena nel West Hempstead, Long Island dove giocarono due buone stagioni qualificandosi per i playoff e ingaggiando nel 1970 Rick Barry; Nella stagione 1971-1972 i Nets, dopo il trasferimento nel nuovo Nassau Coliseum a Uniondale, allenati da Lou Carnesecca e guidati in campo da Rick Barry con Bill Melchionni (giocatore con il maggior numero di assist a partita per tre stagioni consecutive in ABA) John Roche e Billy Paultz, ai playoff eliminarono al primo turno la squadra con il miglior record di sempre della regular season ABA (68-16) i Kentucky Colonels di Artis Gilmore, Dan Issel e Louie Dampier in 6 gare, nella finale di Eastern Division i Virginia Squires di Julius Erving in 7 gare per poi arrendersi in finale in gara 6 agli Indiana Pacers dei futuri Hall of Famer George McGinnis, Mel Daniels e Roger Brown oltre all'ABA Playoffs Most Valuable Player di quella stagione Freddie Lewis.
Al termine della stagione un giudice della Corte Distrettuale degli Stati Uniti emise un'ingiuzione che proibiva a Rick Barry di giocare per qualsiasi altra squadra diversa dai Golden State Warriors alla scadenza del suo contratto con i Nets; fu quindi lasciato libero ad Ottobre di tornare a giocare in NBA.
La stagione successiva, nonostante la qualificazione ai playoff, fu deludente perdendo per 4 a 1 contro i Carolina Cougars di Billy Cunningham allenati da Larry Brown alla sua prima stagione come allenatore.
Nell'Aprile 1973 i Nets assunsero come nuovo allenatore Kevin Loughery, si assicurarono i diritti di Larry Kenon appena draftato dai Memphis Tams, firmarono John Williamson come free agent e soprattutto scambiarono George Carter e 750.000 $ con i Virginia Squires per portare a New York Julius Erving, "Dr. J". La squadra comprendeva anche Brian Taylor Vincitore del Rookie dell'anno nella stagione precedente, Billy Paultz e Mike Gale (che verrà inserito per la seconda volta consecutiva nell'ABA All-Defensive Team) arrivato a Gennaio in cambio di John Roche con i Kentucky Colonels.

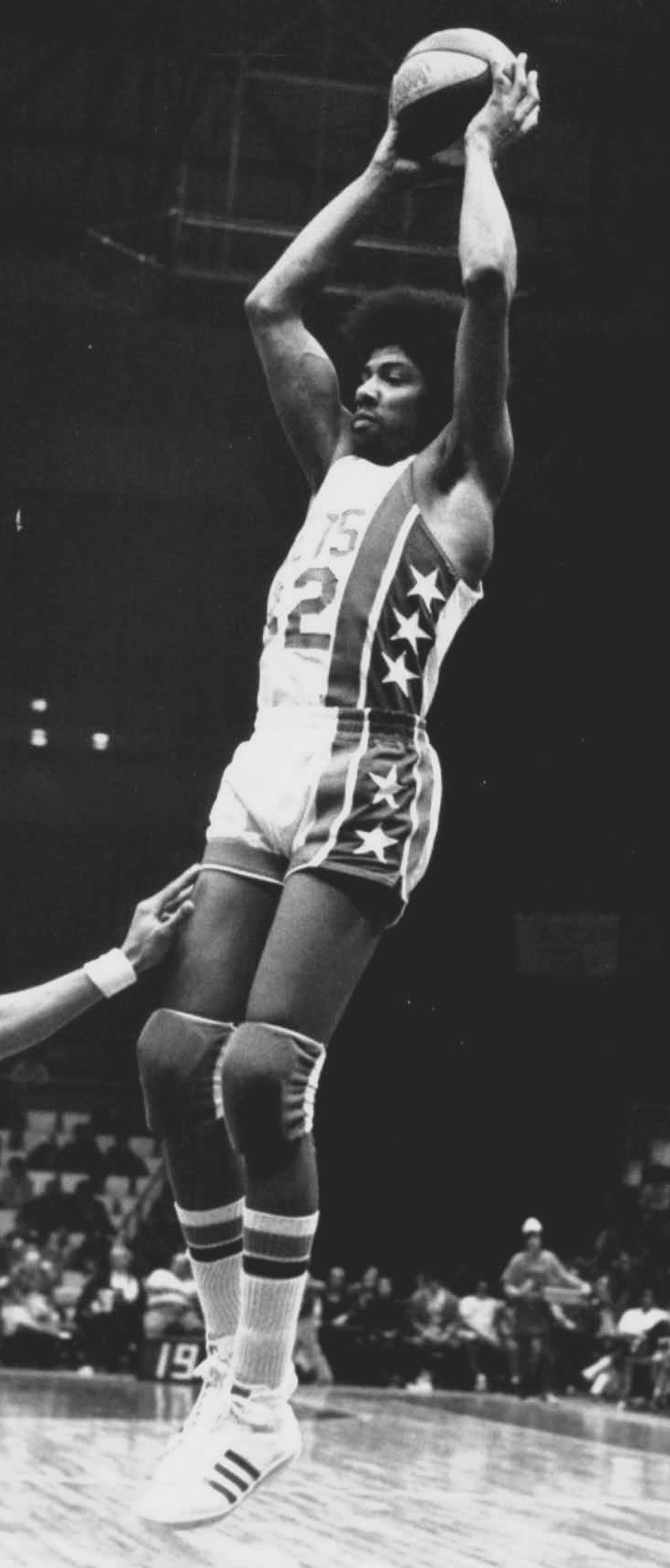
Julius Erving, vinse 2 Titoli ABA con i New York Nets, 3 titoli di MVP e 2 MVP dei Playoff ABA

I New York Nets iniziarono la stagione con 9 sconfitte di fila e persero 10 delle prime 14, ma quando Kevin Loughery decise di mettere in quintetto John Williamson la stagione cambiò con i Nets che vinserò 9 partite di fila con una striscia di 51-19, concludendo la regular season con il miglior record della lega 55-29 e Julius Erving venne votato MVP della regular season ABA oltre ad essere il miglior marcatore in stagione con 27.4 punti di media a partita (per la seconda volta consecutiva); Ai playoff eliminarono in 5 gare proprio i Virginia Squires, batterono 4 a 0 i Kentucky Colonels finalista l'anno precedente (con un Buzzer Beater di Erving per vincere gara 3 al Freedom Hall di Louisville) infine vinsero il loro primo Titolo ABA sconfiggendo gli Utah Stars di Jimmy Jones, Zelmo Beaty, Ron Boone e Willie Wise per 4 a 1.
I Nets con un record di 12-2 in postseason fecero registrare il miglior risultato di sempre nella storia della postseason ABA e Julius Erving venne scelto come MVP dei playoff ABA chiudendo anche come migliore marcatore dei playoff con 27.9 punti di media a partita.
La stagione successiva i Nets fecero registrare un record ancora migliore in regular season di 58-26, che resta ancora oggi il migliore della franchigia, secondo miglior record della ABA Eastern Division di quella stagione: a pari record con i Kentucky Colonels ma avendo perso il tiebreaker per determinare la 1ª posizione, e dietro solo ai Denver Nuggets con un record di 65-19. Julius Erving venne eletto per la seconda volta consecutiva MVP della regular season ABA ex aequo con George McGinnis degli Indiana Pacers.
Ai playoff a sorpresa dopo aver vinto gara 1 persero le restanti 4 contro gli ex Carolina Cougars trasferiti e rinominati Spirits of St. Louis guidati dal Rookie dell'anno Marvin Barnes, che dominò la serie chiudendo con 30,6 punti e 15,6 rimbalzi di media a partita, insieme a Freddie Lewis e Maurice Lucas. Durante la regular season negli 11 scontri fra le due squadre I Nets avevano vinto tutte e 11 le partite contro St.Louis con un margine medio di 17.3 punti a partita.
Il 24 Giugno 1975 il giocatore Wendell Ladner perse la vita assieme ad altre 112 persone quando il Volo Eastern Air Lines 66 si schiantò durante l'atterraggio nei pressi del John F. Kennedy International Airport.
I Nets scambiarono con i San Antonio Spurs Mike Gale, Larry Kenon e Billy Paultz in cambio di Swen Nater (che verrà di nuovo scambiato durante la stagione per Jim Eakins con i Virginia Squires) , Kim Hughes e Rich Jones.
Nell'ultima stagione dell'ABA che per la prima volta vedeva l'abolizione della suddivisione fra ABA Eastern Division e ABA Western Division e l'adozione in vista della fusione con l'NBA dei 24 secondi per concludere l'azione al posto dei 30 sempre usati in ABA, i New York Nets la conclusero con un record di 55-29, il secondo migliore della lega dietro ai Denver Nuggets allenati dal Coach dell'anno Larry Brown con un record di 60-24.
Julius Erving fu nuovamente eletto MVP della regular season ABA per la terza volta consecutiva (unico giocatore nella storia dell'ABA) oltre ad essere il miglior marcatore in stagione con 29.3 punti di media a partita (per la terza volta, unico giocatore nella storia dell'ABA ad esserlo per più di una volta) e anche nel quintetto dell'ABA All-Defensive Team insieme a Brian Taylor (eletto per il secondo anno consecutivo).
Nei Playoff 1976 si assistette a serie memorabili: da una parte i Denver Nuggets ebbero la meglio dei campioni in carica dei Kentucky Colonels in 7 gare (dopo che i Colonels avevano prolungato la serie con una vittoria nel secondo overtime in gara 6), mentre i Nets ebbero la meglio dei San Antonio Spurs in 7 gare: con gli Spurs in vantaggio 2 a 1 nella serie una svolta ci fu in gara 4 quando John Williamson, alla sua prima partita giocata nella serie, realizzò 31 punti al HemisFair Arena di San Antonio e assieme ai 35 punti e 14 rimbalzi di Dr.J fu decisivo nel riportare la serie in pareggio.
I Nets vinsero gara 5 al Nassau Coliseum, mentre George Gervin che concluderà la serie con 27,14 punti di media trascinerà i suoi alla vittoria in gara 6 con una partita da 37 punti e 14 rimbalzi vanificando i 41 punti e 12 rimbalzi di Julius Erving.
In gara 7 a Uniondale davanti a 15.934 spettatori ancora Erving con 28 punti e 18 rimbalzi e Williamson con 26 punti porteranno i Nets alla decisiva vittoria e alla qualificazione alla finale ABA, la terza per la franchigia newyorkese.
Gara 1 delle finali si svolse alla McNichols Sports Arena di Denver: i New York Nets trascinati da Erving con 45 punti e 12 rimbalzi si presero subito il fattore campo nella serie grazie a un canestro di Dr.J sulla sirena, nonostante un'ottima difesa di Bobby Jones, che fissò il punteggio sul 120 a 118, vanificando una grande prestazione di David Thompson da 30 punti e 9 rimbalzi. In gara 2 un Dr.J da 48 punti 14 rimbalzi e 8 assist non fu abbastanza contro quattro giocatori dei Nuggets sopra i 24 punti ovvero David Thompson, Ralph Simpson, Dan Issel e Bobby Jones.
La serie si spostò a Long Island dove i Nets vinsero gara 3 e gara 4 spinti, oltre che dal solito Dr.J, da John Williamson che mise a segno 28 punti in gara 3 e 24 in gara 4, oltre alle doppie doppie di Rich Jones e Kim Hughes in gara 3 e al contributo decisivo di Brian Taylor e Jim Eakins in gara 4.
La quinta gara fu vinta dai Nuggets grazie a un parziale di 42 a 20 nel terzo quarto, oltre che per un netto predominio a rimbalzo.
Gara 6 si svolse al Nassau Coliseum di Uniondale davanti a 15.434 spettatori il 13 Maggio 1976, i Nuggets si portarono subito in vantaggio e furono avanti anche di 22 punti nel terzo quarto spinti da David Thompson che chiuderà con 42 punti e 7 rimbalzi e da Dan Issel con 30 punti e 20 rimbalzi.
Ma i Nets guidati da Julius Erving, che finirà la partita con 31 punti, 19 rimbalzi, 5 assist, 5 palle rubate e 4 stoppate, e da una storica prestazione di John Williamson che realizzò 16 dei suoi 28 punti nel quarto periodo, grazie a un parziale di 34 a 14 che consegnò ai New York Nets con il punteggio di 112 a 106 la vittoria della partita, della serie e del secondo titolo ABA in tre anni, in quella che sarebbe passata alla storia come l'ultima partita dell'ABA.
Julius Erving venne nominato ancora MVP dei playoff ABA (unico a riuscirci due volte) e ancora come migliore marcatore dei playoff con 34.7 punti di media a partita (quarta volta per lui in cinque anni e per la seconda volta in maglia Nets). La sua medie delle ABA Finals 1976 saranno invece di 37.7 punti di media a partita, 14.2 rimbalzi, 6 assist, 3 palle rubate e 2.2 stoppate.

### Il debutto in NBA
I Nets a settembre 1976 acquistarono Nate Archibald dai Kansas City Kings scambiandolo per Jim Eakins, Brian Taylor e due future prime scelte (una delle quali sarà Otis Birdsong nel Draft 1977 e l'altro Phil Ford nel Draft 1978) in un'ottica di ulteriore rafforzamento della squadra campione ABA in carica.
Dopo la fusione tra ABA e NBA nell'ottobre 1976, a meno di un mese dall'inizio della stagione, Julius Erving chiese tramite il suo procuratore al proprietario dei Nets Roy Boe una rinegoziazione del suo contratto di durata prevista di altri quattro anni, come promesso in precedenza, con un ingaggio che sarebbe dovuto passare dai 350.000 $ annui ai 500.000 $; i Nets fortemente indebitati e vista la scelta di Erving di non presentarsi agli allenamenti finché la situazione non si fosse risolta, furono costretti a cedere "Doctor J" ai 76ers per 3 milioni di dollari per poter pagare oltre, alle prevista tassa per poter iscriversi all'NBA (3,2 milioni di dollari), soprattutto un'ulteriore tassa di 4,8 milioni di dollari ai New York Knicks legata all'aver "invaso" l'area di New York (Roy Boe aveva ricevuto proposte da diverse squadre, e precedentemente venne proposto l'ingaggio di Erving ai Knicks in compensazione della tassa territoriale, ma quest'ultimi rifiutarono).
Il 20 Ottobre (due giorni prima dell'inizio della stagione) Erving firmò un nuovo contratto con i Philadelphia 76ers della durata di 6 anni per un totale di 3,5 milioni di dollari il che lo rese il giocatore più pagato di tutta l'NBA.
I Nets non riuscirono a trovare un sostituto di Julius Erving a ridosso dell'inizio della stagione; inoltre, l'infortunio che occorse al piede del nuovo acquisto Nate Archibald a gennaio, e la cessione di John Williamson a febbraio (a causa di scontri della dirigenza con il suo agente per il rinnovo del suo contratto in scadenza, che era lo stesso di Julius Erving, ritenuto responsabile della situazione venutasi a creare in precedenza), scambiato per Darnell Hillman e la prima scelta degli Indiana Pacers del Draft 1977, compromisero definitivamente la prima stagione in NBA che si concluse con un record di 22-60, il peggiore della Lega, togliendosi però la soddisfazione di vincere il primo match ufficiale di sempre contro i Knicks al Madison Square Garden, pareggiando la serie stagionale con due vittorie dei New York Nets a Manhattan e due vittorie dei New York Knicks a Long Island.
I 76ers, che già avevano acquistato due delle maggiori stelle dell'ABA come George McGinnis e Caldwell Jones, raggiunsero le NBA Finals 1977 dopo molte stagioni perdenti compresa la peggior stagione di sempre con il record 9-73.
Nel Draft NBA 1977 i New York Nets selezionarono con la settima scelta Bernard King, giocatore nativo di Brooklyn e futuro Hall of Famer, che terminerà la sua stagione da rookie con una media di 24,2 punti a partita e 9,5 rimbalzi, venendo inserito nel NBA All-Rookie Team.
Nate Archibald venne ceduto ai Buffalo Braves a settembre 1977 in cambio di George Johnson e due prime scelte nei Draft 1978 e 1979.
I Nets in meno di un anno cedettero così due dei giocatori che nel 1996 sarebbero stati inseriti fra i 50 migliori giocatori del cinquantenario della NBA.
All'inizio della stagione 1977-78 la franchigia, a causa della scarsa presenza di spettatori a seguito di una squadra molto indebolita (media di 6.935 nella stagione 1977-1978) e della difficile situazione finanziaria, decise di fare ritorno nel New Jersey, e assunse la denominazione di New Jersey Nets. I New York Knicks minacciarono di bloccare il trasferimento in quanto ritenevano di vantare un diritto territoriale esclusivo anche in quello stato; I Nets denunciarono i Knicks per violazione delle leggi antitrust, ma in seguito si arrivò ad un accordo con cui i Nets accettavano di pagare altri 4 milioni di dollari ai Knicks per potersi trasferire nel New Jersey da pagare quando i Nets si fossero trasferiti nelle Meadowlands.
Dopo aver pagato una rata da 800.000 dollari ai Knickerbocker, non riuscendo a pagare la rata successiva dei 3,2 milioni di dollari, vennero denunciati a una corte federale e fu stabilito che i Nets dovessero dare la loro prima scelta al Draft 1978 (quarta scelta) ai Knicks in cambio della loro (tredicesima scelta), oltre alla quote dei ricavi televisivi per i prossimi quattro anni stimati in circa 2 milioni di dollari.
I Nets giocarono al Rutgers Athletic Center di Piscataway dal 1977 al 1981, quando fu costruita la Meadowlands Arena a East Rutherford dove i Nets restarono fino al 2010.
Nel 1978 Roy Boe vendette la società a Charles Theokas, ma il record della squadra non migliorò molto.
Nella stagione 1978-79 la squadra di Kevin Loughery vide, oltre al ritorno di John Williamson, Bernard King come protagonista, e chiuse con il record di 37-45 che valse il sesto posto ad est e la prima partecipazione ai Playoff NBA per i New Jersey Nets.
Ai playoff i Nets incontrarono i Philadelphia 76ers di Julius Erving in una serie al meglio delle 3 partite ma, nonostante la grande prova di Williamson in gara 1 con 38 punti e i 25 di Bernard King, persero la serie per 2 partite a 0.
Nell'ottobre 1979 i Nets scambiarono Bernard King mandandolo agli Utah Jazz in cambio di Rich Kelley e a febbraio scambiarono nuovamente John Williamson con i Washington Bullets.

### Gli anni ottanta
Il primo quinquennio degli anni ottanta fu assai promettente con cinque partecipazioni consecutive ai playoff, dal 1981 al 1986: in particolare la stagione 1982-83, la seconda sotto la guida di Larry Brown, fu la migliore dall'ingresso della squadra nella NBA, e nella stagione successiva, guidati dal nuovo allenatore Stan Albeck con in campo Darryl Dawkins, Buck Williams, Otis Birdsong e Micheal Ray Richardson, i Nets riuscirono non solo a qualificarsi per i play-off ma anche a superare al primo turno i campioni NBA in carica dei Philadelphia 76ers di Julius Erving e Moses Malone per 3 a 2 andando a vincere tutte e 3 le partite allo Spectrum di Philadelphia (compresa la decisiva gara 5), nel turno successivo dopo aver vinto gara 1 al MECCA di Milwaukee, ed essere stati sul 2 a 2 nella serie, i Nets persero la semifinale contro i Milwaukee Bucks in sei gare, con l'ultima gara persa per 98 a 97 a East Rutherford.
La stagione 1984-85 fu l'ultima, fino alla stagione 1992-93, a vedere la squadra con un record positivo, nonostante le qualificazioni ai playoff nella stagione successiva che segnò la quinta partecipazione consecutiva alla post-season; i problemi di droga di Richardson e i ripetuti guai fisici di Dawkins e Birdsong, nonostante gli innesti di Orlando Woolridge e Dwayne "Pearl" Washington, ma anche scelte sbagliate al draft NBA 1987 - venne difatti selezionato Dennis Hopson come terza scelta assoluta davanti Scottie Pippen, Reggie Miller e Kevin Johnson - contribuirono a rendere i Nets tra le peggiori squadre dell'intera Lega nelle cinque stagioni successive.

### Gli anni novanta

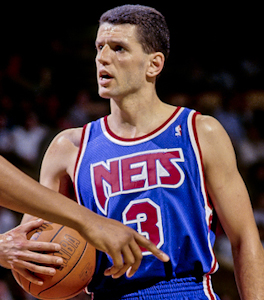
Dražen Petrović

Gli arrivi di Derrick Coleman (prima scelta assoluta al Draft 1990) e Kenny Anderson (seconda scelta al Draft 1991), oltre allo scambio che segnò l'arrivo di Dražen Petrović, e la guida in panchina di due Hall of Famer (prima Bill Fitch e poi Chuck Daly) sembrarono sancire l'inizio di un nuovo periodo nella storia dei Nets con tre partecipazioni consecutive ai playoff, ma i continui infortuni di Anderson e l'improvvisa morte di Petrović in un incidente automobilistico ribadirono ancora una volta le difficoltà della squadra ad uscire da una spirale negativa. Inoltre, i comportamenti egoisti ed immaturi dei vari Coleman, Anderson, Benoit Benjamin, Dwayne Schintzius e Chris Morris contribuirono ad accentuare l'immagine di franchigia perdente, tanto che il management propose nel 1994 di cambiarle il nome in "Swamp Dragons" o "Fire Dragons", proposte in seguito entrambe respinte.
Nel corso della stagione 1995-96 venne chiamato alla guida della squadra John Calipari che, grazie alla scelta di Kerry Kittles e agli arrivi di Sam Cassell, di Keith Van Horn (dal draft NBA 1997) e di Lucious Harris, oltre che all'esplosione di Jayson Williams, ottenne in una stagione un record positivo con la qualificazione ai play-off 1998, poi persi al primo turno contro i Chicago Bulls di Michael Jordan.
La fine degli anni novanta si chiuse con l'arrivo di Stephon Marbury dai Minnesota Timberwolves in cambio di Cassell, e il cambio di proprietà e della dirigenza.

### Gli anni duemila

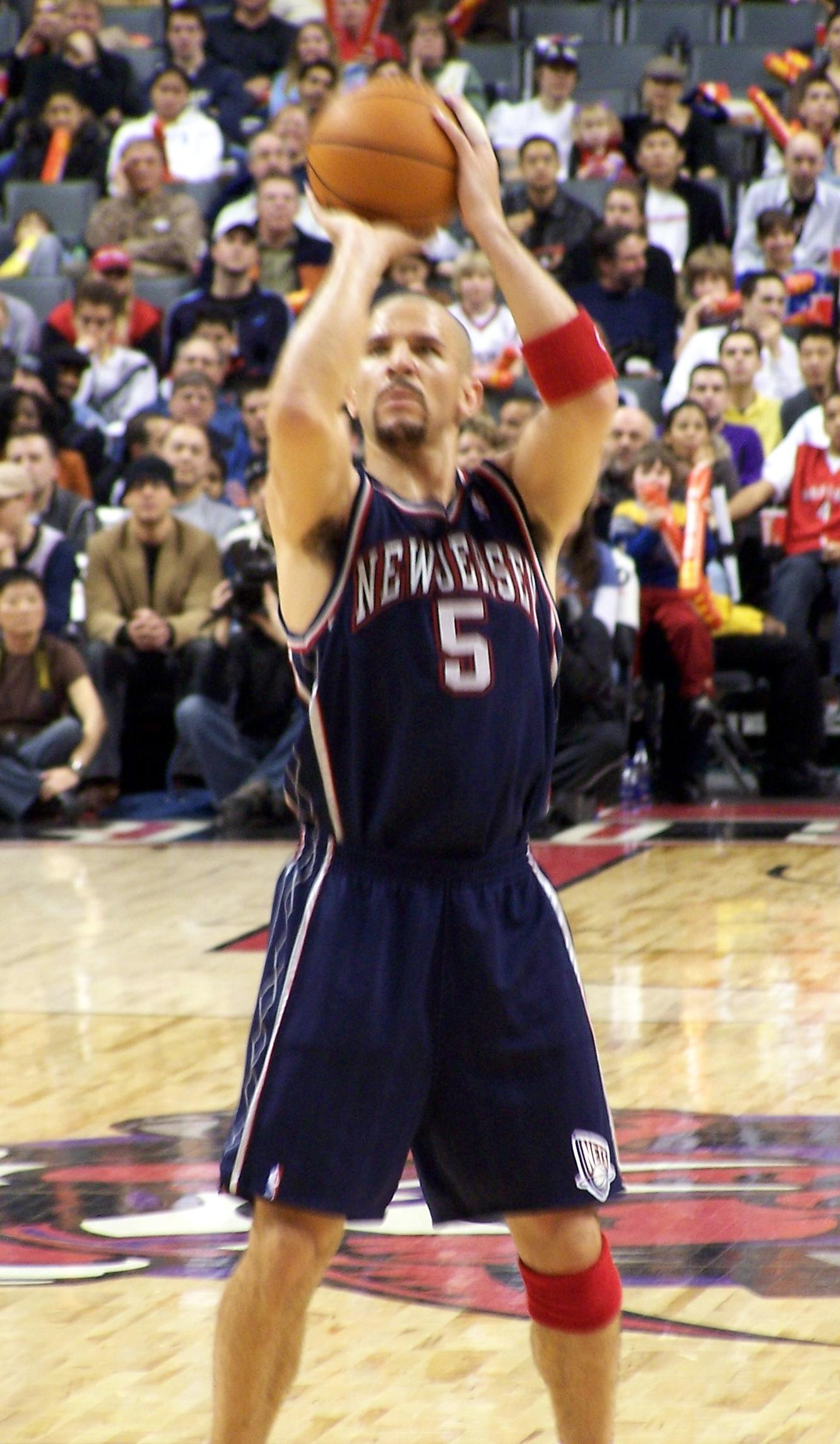
Jason Kidd guidò i Nets a due NBA Finals consecutive.

Nel 2000 la presidenza della squadra venne assunta da Rod Thorn, dirigente di lunga esperienza, e buon giocatore ABA negli anni settanta e vice allenatore di Kevin Loughery nei New York Nets che vinsero due titoli ABA nel 1974 e nel 1976.
Prima mossa fu l'ingaggio, come capo-allenatore, dell'ex stella NBA Byron Scott, e la scelta nel draft NBA 2000 di Kenyon Martin, che andò ad affiancarsi a Stephon Marbury e Keith Van Horn. Nel draft NBA 2001 arrivarono, tramite uno scambio con gli Houston Rockets, Richard Jefferson, Jason Collins e Brandon Armstrong, oltre che Brian Scalabrine, e soprattutto Jason Kidd, in cambio di un sempre più ingestibile Marbury.
La stagione 2001-02 fu trionfale per i Nets, con il miglior record nella loro storia in NBA (52-30), la vittoria dell'NBA Atlantic Division prima, e della NBA Eastern Conference poi, sconfiggendo Indiana Pacers, Charlotte Hornets e Boston Celtics. Tuttavia le finali si rivelarono proibitive contro i Los Angeles Lakers di Shaquille O'Neal e Kobe Bryant, e i Nets persero nettamente per 0-4 la loro prima partecipazione alle finali NBA.
La sconfitta contro i Lakers convinse i dirigenti dei Nets ad acquistare un centro dominante e ingaggiarono Dikembe Mutombo dai Philadelphia 76ers in cambio di Todd MacCulloch e Keith Van Horn, mossa che si rivelò controproducente dato che il congolese fu costretto a saltare gran parte della stagione per diversi infortuni. Nonostante ciò il trio Kidd-Martin-Jefferson riuscì a guidare la squadra alla vittoria della NBA Atlantic Division e della NBA Eastern Conference, sconfiggendo i Milwaukee Bucks al primo turno per 4 gare a 2, e poi i Boston Celtics 4 a 0 e in finale di Conference la migliore squadra della Regular Season ad est, i Detroit Pistons 4 gare a 0; ma ancora una volta i Nets videro la loro corsa fermata dai campioni della Western Conference, i San Antonio Spurs: dopo aver vinto gara 2 a San Antonio, e successivamente aver portato la serie sul 2 a 2, persero gara 5 e 6 in Texas, quest'ultima partita con Tim Duncan che sfiorò una quadrupla doppia, con 8 stoppate effettuate.
Nell'estate del 2003 Kidd divenne free agent, ma l'arrivo di Alonzo Mourning fu un fattore decisivo per stoppare il tentativo dei San Antonio Spurs di firmare il playmaker. Il cambio in panchina a stagione in corso, con la promozione a capo-allenatore di Lawrence Frank, non sortì gli effetti sperati, a causa anche della malattia di Mourning, e i Nets dopo aver battuto nettamente i Knicks 4 a 0 al primo turno, affrontarono nelle semifinali di conference i Detroit Pistons: dopo essere andati sotto 2 gare a 0 i Nets vinsero tre gare consecutive, tra cui gara 5 al Palace di Auburn Hills dopo tre tempi supplementari, non riuscendo però a chiudere la serie contro i futuri campioni NBA.

### Gli anni della ricostruzione

Il vecchio logo dei New Jersey Nets utilizzato dal 1997 al 2012

Nell'estate del 2004 Kerry Kittles e Kenyon Martin vennero ceduti rispettivamente ai Los Angeles Clippers e ai Denver Nuggets, così come vennero rilasciati buoni comprimari come Rodney Rogers e il veterano Lucious Harris, perdite che vennero compensate dall'arrivo dai Toronto Raptors di Vince Carter. Gli anni successivi furono assai altalenanti anche a causa dei ripetuti infortuni di Jefferson; i Nets comunque si qualificheranno per altre tre stagioni ai playoff venendo sconfitti nel 2005 al primo turno e nel 2006 al secondo dai Miami Heat di Dwyane Wade e Shaquille O'Neal, mentre nel 2007 dopo aver sconfitto i Toronto Raptors contro i Cleveland Cavaliers di LeBron James.
In queste stagioni si assistette alla crescita del centro serbo Nenad Krstić che però si arrestò bruscamente in seguito a un grave infortunio al ginocchio occorsogli nella stagione 2006-2007.
Nel febbraio 2008 Jason Kidd, Malik Allen e Antoine Wright furono ceduti ai Dallas Mavericks in cambio di Devin Harris, Keith Van Horn, Maurice Ager, DeSagana Diop, Trenton Hassell e di due prime scelte. Vince Carter, in forma All-Star, e gli ottimi contributi di Josh Boone, Sean Williams e Marcus Williams non riuscirono a colmare il vuoto lasciato dalla cessione di Kidd, tanto che in estate Rod Thorn decise di vendere Richard Jefferson ai Milwaukee Bucks in cambio di Yi Jianlian e Bobby Simmons.
Nel draft 2008 i Nets draftarono con la decima scelta il centro Brook Lopez, ma la squadra per la seconda stagione consecutiva non si qualificò per la postseason.
Nel giugno 2009 anche Vince Carter, insieme a Ryan Anderson, venne ceduto, in cambio di Rafer Alston, Courtney Lee e Tony Battie degli Orlando Magic.

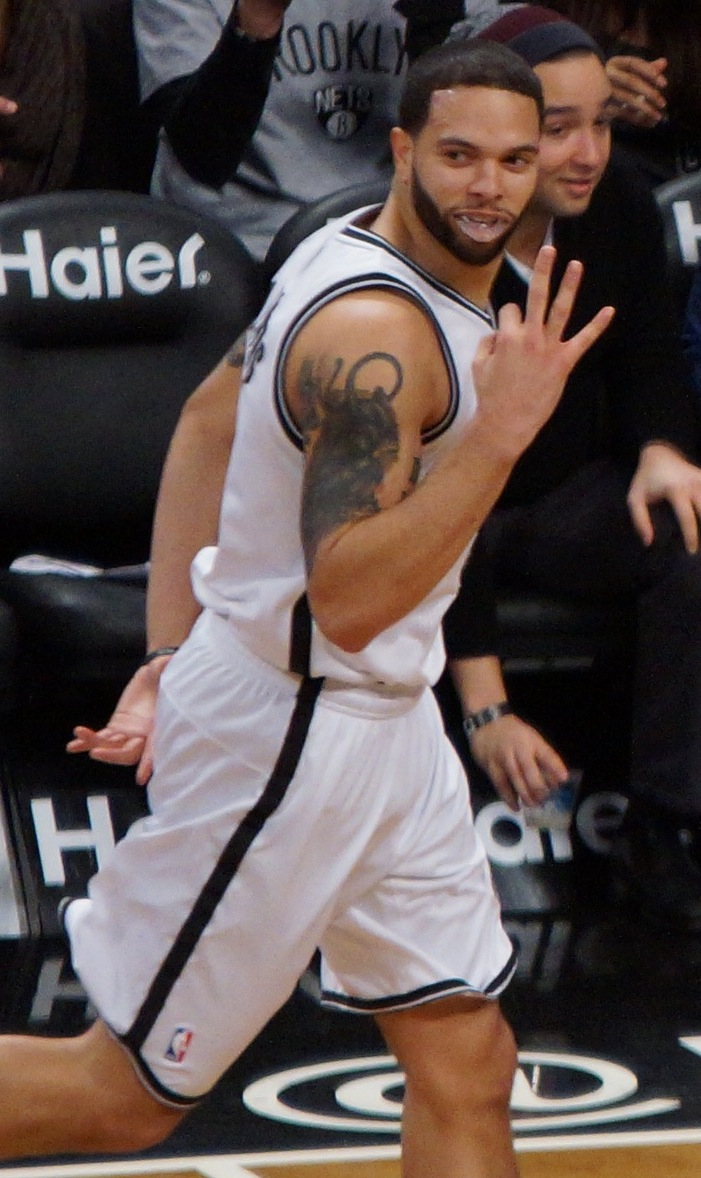
Deron Williams ha segnato il massimo di punti, 57, della franchigia in NBA fino a quel momento il 4 marzo 2012 contro i Charlotte Bobcats

Il 24 settembre 2009, Michail Prochorov, secondo uomo più ricco di Russia secondo Forbes, divenne il primo proprietario non statunitense di una franchigia NBA. La stagione, da un punto di visto sportivo, fu drammatica, con il cambio di tre allenatori, da Lawrence Frank a Kiki Vandeweghe, passando per Tom Barrise, e con il peggior record assoluto della Lega, 12-70.
Nel Febbraio 2010 i Nets stipularono un accordo per disputare le partite della stagione 2010-2011 e 2011-2012 al Prudential Center di Newark, New Jersey ovvero fino a che il nuovo Barclays Center non fosse stato completato a Brooklyn, prossima casa della franchigia.
Nel giugno 2010 Avery Johnson, ex allenatore dei Dallas Mavericks, venne nominato nuovo allenatore dei Nets. Il 23 febbraio 2011 i New Jersey Nets acquistarono uno dei migliori playmaker della lega: Deron Williams, cedendo agli Utah Jazz Devin Harris e Derrick Favors più due prime scelte; la trade fu resa possibile economicamente grazie alla cessione di Troy Murphy ai Golden State Warriors in cambio di Dan Gadzuric e Brandan Wright. Il 14 marzo 2012 la squadra venne ulteriormente rinforzata con l'arrivo di Gerald Wallace (All-Star e membro dell'NBA All-Defensive First Team nel 2010) in cambio di Mehmet Okur, Shawne Williams e una prima scelta al draft. Il 4 marzo Williams mise a segno un career-high personale e di franchigia in NBA, mettendo a referto 57 punti (16/29 dal campo, 4/11 da tre, 21/21 dalla lunetta) contro gli Charlotte Bobcats (che verrà superato dieci anni dopo da Kyrie Irving il 5 Maggio 2022) .

### Trasferimento a Brooklyn
Per volere del comproprietario del club Jay-Z, a partire dall'aprile 2012 i New Jersey Nets vengono ufficialmente trasferiti a New York, nel distretto di Brooklyn, cambiando pertanto denominazione in Brooklyn Nets. I colori ufficiali mutano in bianco e nero e l'impianto di gioco delle partite interne è il Barclays Center.
In vista della stagione 2012-13 la squadra continua il suo ambizioso progetto portato avanti dall'acquisto della franchigia da parte di Prochorov tentando l'acquisizione di Dwight Howard (considerato il più forte centro in attività); tuttavia, a causa del mancato accordo con la sua squadra, gli Orlando Magic, i Nets abbandonano l'idea di ingaggiarlo e al suo posto rifirmano Brook Lopez. In seguito i Nets piazzano un altro colpo ingaggiando la guardia Joe Johnson (6 volte All-Star) dagli Atlanta Hawks in cambio di Jordan Farmar, Anthony Morrow, DeShawn Stevenson, Jordan Williams, Johan Petro e una prima scelta al draft 2013. Brooklyn ottiene così un quintetto base d'esperienza e estrema affidabilità, formato da Deron Williams, Johnson, Gerald Wallace, Reggie Evans e Lopez, contornato da C.J. Watson, MarShon Brooks, Keith Bogans, Kris Humphries e Andray Blatche. 

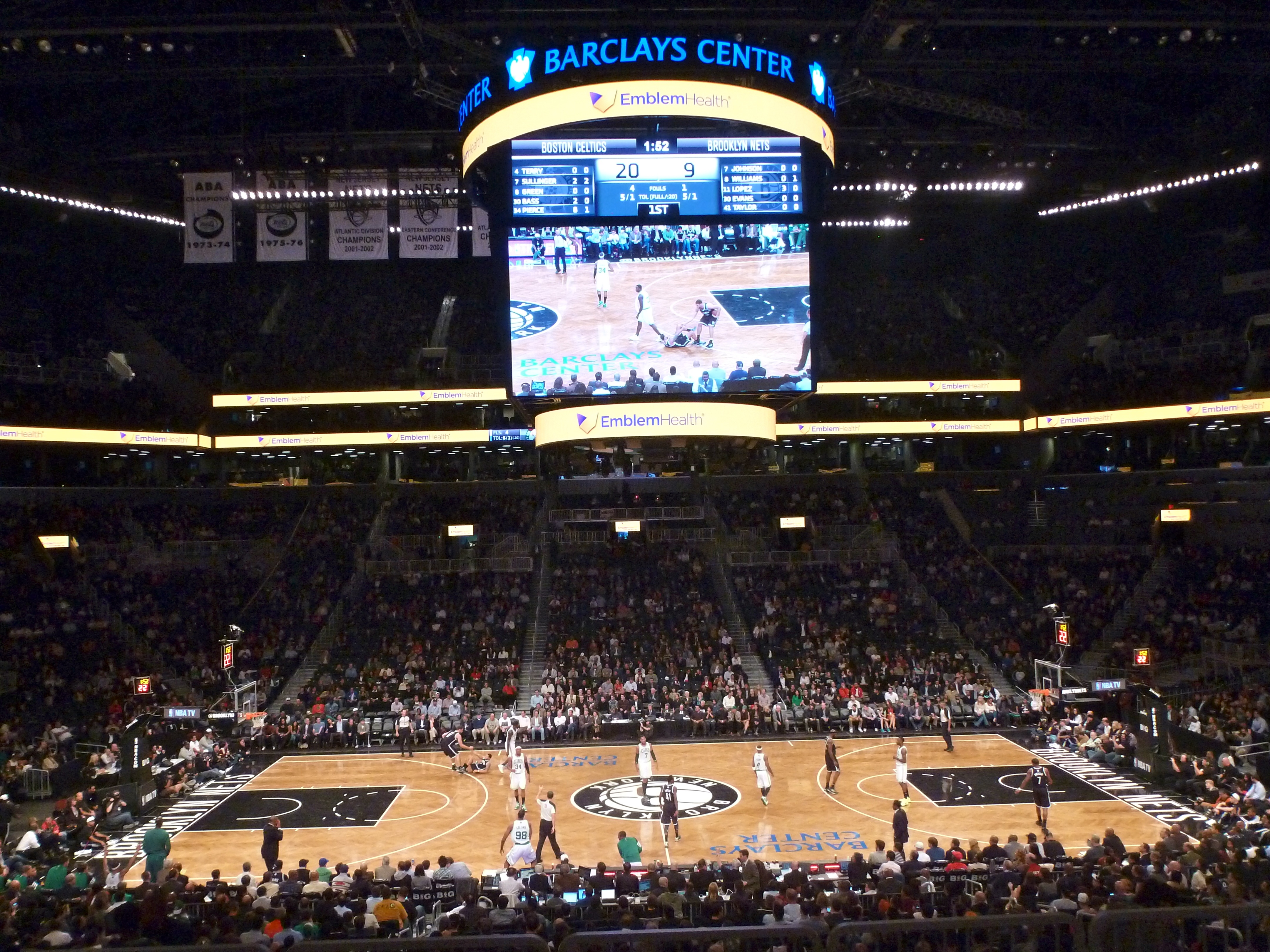
Barclays Center

La stagione comincia bene per i Nets vincendo la prima partita a Brooklyn contro i Toronto Raptors 107 a 100 e sconfiggendo il 26 Novembre i New York Knicks 96 a 89 al Barclays Center, nel mese di novembre Avery Johnson viene nominato allenatore del mese. Tuttavia, dopo un disastroso mese di dicembre in cui i Nets perdono 10 partite su 13, Johnson viene esonerato e sostituito ad interim dal suo vice P.J. Carlesimo. A seguito del licenziamento di Johnson i Nets chiudono il mese di gennaio con un bilancio di 11-4, che spinge la dirigenza a confermare Carlesimo a tempo indeterminato. Brook Lopez viene convocato per partecipare all'All-Star Game. Grazie alle ottime prestazioni di Deron Williams, il 21 marzo 2013 i Nets si qualificano matematicamente per i play-off, ai quali non partecipavano dalla stagione 2006-07. Il 3 aprile 2013 chiudono una trasferta di 8 partite con una vittoria per 113-95 contro i Cleveland Cavaliers, la 21ª stagionale, e chiudono con il primo bilancio vincente nella storia della squadra a Brooklyn. I Brooklyn Nets concludono al quarto posto della Eastern Conference la loro stagione, con un record di 49 vittorie e 33 sconfitte. Ai loro primi play-off i Brooklyn Nets incontrano i Chicago Bulls, squadra partita tra le favorite per la vittoria finale, ma priva del suo leader Derrick Rose per infortunio. Dopo aver vinto gara-1, i Nets perdono gara-2 e gara-3, per poi perdere anche gara-4 dopo il terzo tempo supplementare allo United Center, dopo essere stati in vantaggio di 17 punti. I Nets vinceranno gara-5 e gara-6, per poi perdere gara-7 a Brooklyn, perdendo quindi la serie per 4-3. La sconfitta contro i Bulls è fatale per P.J. Carlesimo, al quale non viene rinnovato il contratto.
Il 13 giugno 2013 viene nominato allenatore Jason Kidd, storico playmaker dei Nets negli anni 2000 fresco di ritiro da giocatore. Il 28 giugno 2013, giorno del draft (nel quale selezionano il centro Mason Plumlee), i Nets si accordano con i Boston Celtics per l'acquisizione di Kevin Garnett, Paul Pierce e Jason Terry in cambio di Gerald Wallace, Kris Humphries, MarShon Brooks, Kris Joseph, Keith Bogans e tre future prime scelte al draft del 2014, 2016 e 2018 oltre che al diritto di scambiare la scelta del 2017.
L'affare verrà ufficializzato il successivo 10 luglio.
A loro verranno aggiunti Andrei Kirilenko, Shaun Livingston, Mirza Teletovic, Alan Anderson per un monte ingaggi che arrivò a toccare quota 101 milioni di dollari, il più alto in NBA in quella stagione.
I problemi fisici alle caviglie di Deron Williams che salto' tutta la preparazione, l'infortunio al piede di Brook Lopez che gli fece terminare la stagione dopo solo due mesi, i continui problemi fisici di Kirilenko, oltre al rapido declino di Garnett e Pierce, non fecero rendere la squadra come ci si sarebbe aspettato, a questo si aggiunse durante la stagione uno scontro tra Kidd e il suo primo assistente Lawrence Frank, che portò al licenziamento di quest'ultimo e che compromise il rapporto tra Kidd e la dirigenza.

### 2014–2019: il periodo di transizione
Malgrado le ambizioni, il progetto costruito attorno a Garnett-Pierce non porta i risultati sperati, con i Nets che non riescono ad arrivare oltre le semifinali di Eastern Conference nel 2014 sconfitti dai Miami Heat del quartetto James-Wade-Bosh-Allen.

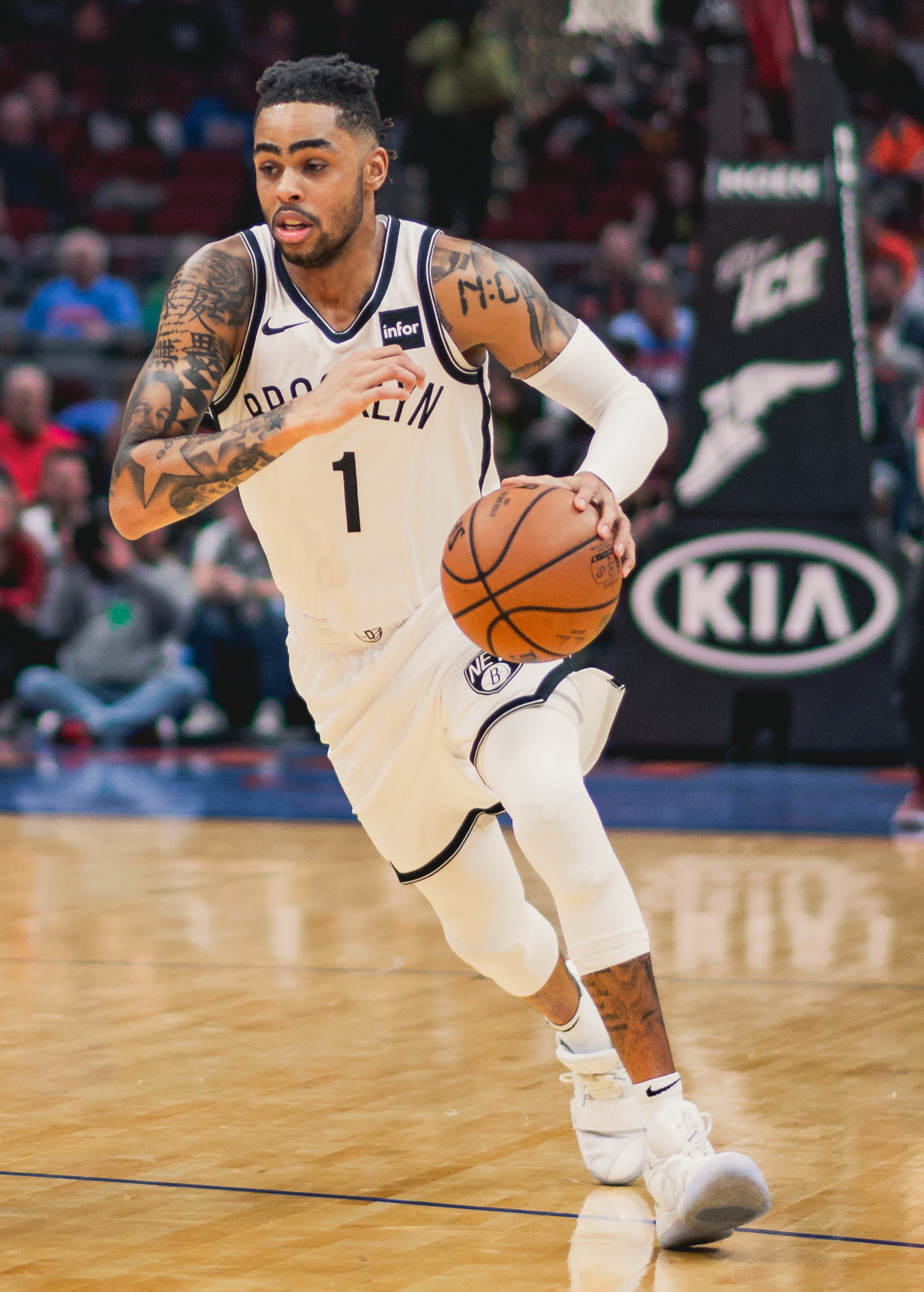
D'Angelo Russell

A luglio 2014, il coach Jason Kidd lascia Brooklyn per accasarsi ai Milwaukee Bucks, 
Pierce a sorpresa dopo un solo anno, da free agent decise di passare ai Washington Wizards, mentre Kirilenko tornò al CSKA Mosca, e se ne andrà anche Livingstone, mentre a Febbraio 2015 anche Garnett verrà scambiato a Minnesota in cambio di Thaddeus Young.
La squadra viene affidata per i successivi due anni al coach Lionel Hollins, ma anche in questo caso la squadra non ottiene quanto sperato, e al termine della stagione 2015 anche Deron Williams venne ceduto, mentre a inizio 2016 se ne andrà anche Joe Johnson.
Ad inizio 2016 avviene dunque l'ennesima rivoluzione, con la separazione dal capo allenatore Lionel Hollins e dal direttore generale Billy King. Tony Brown diventa capo allenatore ad interim, mentre l'ex vice direttore generale degli Spurs Sean Marks diviene direttore generale, promettendo un progetto lungo ma ambizioso. Nell'aprile 2016, i Nets assumono l'ex assistente di Knicks e Hawks Kenny Atkinson come nuovo capo allenatore.
Dopo un'annata di transizione volta a sfoltire la rosa e liberare il salary cap, il 20 giugno 2017, i Nets spediscono Brook Lopez e una scelta del primo turno 2017 ai Lakers in cambio della seconda scelta al Draft 2015 D'Angelo Russell e Timofey Mozgov. I Nets hanno terminato la stagione NBA 2017-18 con un record di 28-54, mancando i playoff per la terza stagione consecutiva. È nella stagione 2018-2019 che Brooklyn effettua un vero e proprio salto di qualità: grazie alla mano di coach Atkinson, la squadra esprime un gioco convincente chiudendo la stagione regolare al sesto posto con un record di 42-40, e fermandosi ai playoff al primo turno contro i Philadelphia 76ers perdendo 4-1. Nel febbraio 2019 D'Angelo Russell è diventato il primo giocatore Nets dai tempi Joe Johnson nel 2014 a partecipare all'All-Star Game.

### 2019-oggi: l'era Irving e Durant
Il 30 giugno 2019, all'inizio della free-agency, i Nets si assicurano al massimo salariale le prestazioni di Kyrie Irving dai Boston Celtics e Kevin Durant dai Golden State Warriors (quest'ultimo però dovrà saltare tutta la stagione 2019-2020 a causa dell'infortunio rimediato al tendine d'achille durante le Finals contro i Toronto Raptors), firmando anche DeAndre Jordan. Ciò ha reso però necessario, per questioni salariali, il sacrificio di D'Angelo Russell che si accasa ai Golden State Warriors. Ad agosto 2019, inoltre, la franchigia cambia proprietario, passando dalle mani di Michail Prochorov a quelle del taiwanese e co-fondatore di Alibaba Joseph Tsai. Conducono una stagione al di sotto delle aspettative visto anche il poco utilizzo di Irving infortunato per gran parte della stagione, nonostante ciò accedono ai playoff con un record di 35-37 che ne fanno la settima forza ad est. Escono al primo turno contro i campioni in carica dei Toronto Raptors per 4-0.

### I Big Three
Nell'annata 2020-2021, ad un roster già composto da Durant, Irving, DeAndre Jordan, Joe Harris e Spencer Dinwiddie (allenati da Steve Nash), vengono aggregati i veterani Jeff Green, Blake Griffin e LaMarcus Aldridge (quest'ultimo però si ritirerà dopo 5 partite a causa di un'irregolarità cardiaca). Il colpo più grande è però James Harden, arrivato a Gennaio dai Rockets in cambio di 3 prime scelte (2022, 2024, 2026), 4 pick swap (2021, 2023, 2025, 2027), Caris LeVert che passa agli Indiana Pacers e Jarrett Allen che passa ai Cleveland Cavaliers. Harden, Durant e Irving diventano i cosiddetti "Big Three".

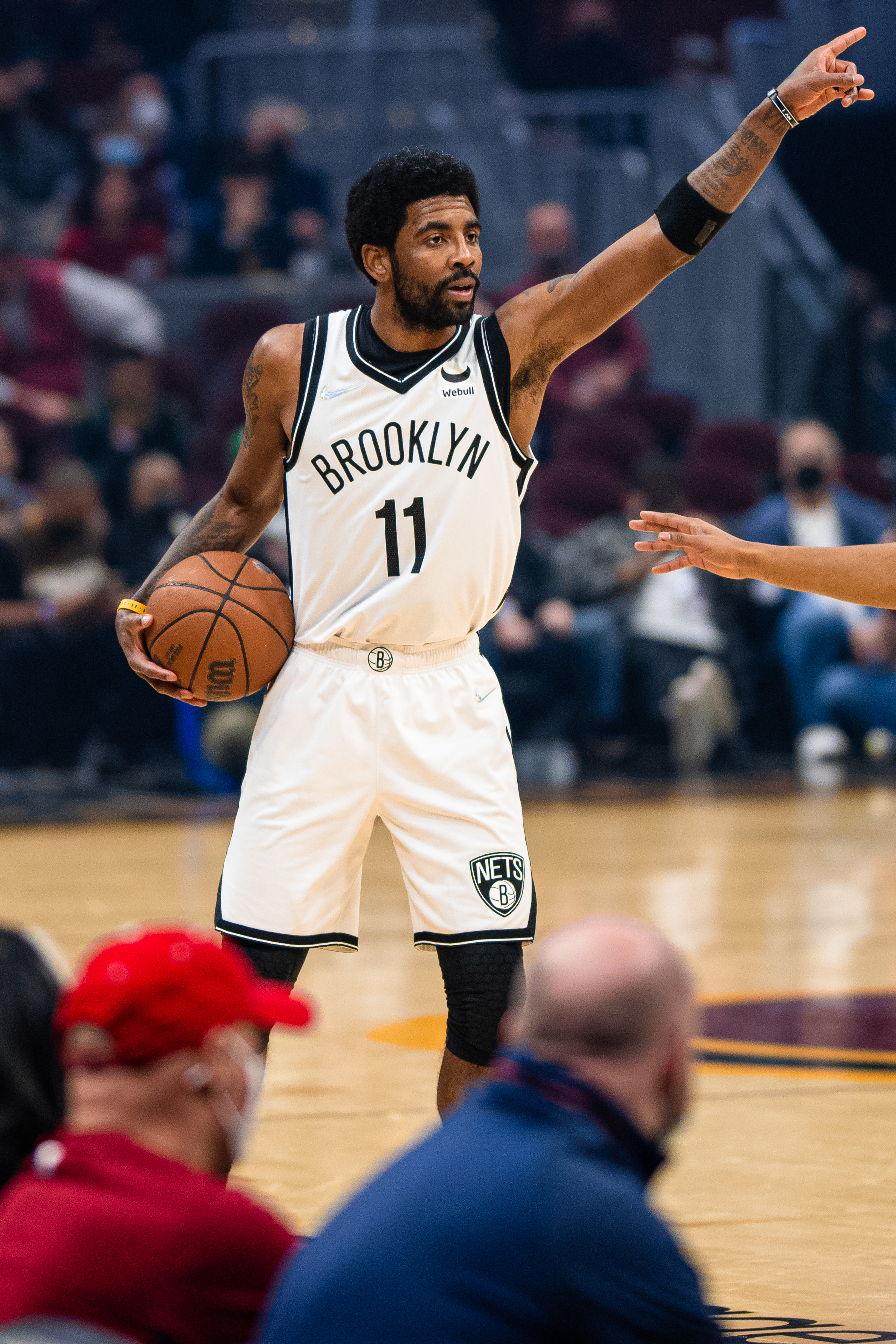
Kyrie Irving ha giocato con la maglia dei Nets dal 2019 al 2023

La squadra si classifica seconda nella Eastern Conference dietro ai 76ers e davanti ai Bucks, ed è indicata come la favorita per la vittoria dell'anello.
Ai play-off i Nets battono al primo turno, con un netto 4-1, i Boston Celtics di Tatum e Brown. In semifinale la squadra viene eliminata 4-3 dai Bucks di Antetokounmpo, Holiday, Middleton e l'ex Brook Lopez. I Nets, pur arrivati al secondo turno da netti favoriti, vengono fortemente penalizzati dagli infortuni di Harden in gara 1 dopo pochi secondi (tornerà in gara 5 ma ancora visibilmente acciaccato) e di Irving in gara 4, nonostante questo riuscirono a portarsi 2 a 0 nella serie sfiorando la vittoria anche in gara 3 a Milwaukee. In gara 5 i Nets vinsero portando la serie sul 3 a 2 soprattutto grazie a una grande prestazione di Kevin Durant che mise a segno una tripla doppia da 49 punti, 17 rimbalzi e 10 assist (giocando tutti e 48 i minuti della partita) e dall'ex compagno ai Seattle SuperSonics Jeff Green che mise a segno 7 tiri da 3 punti. Dopo aver perso gara 6 a Milwaukee, nella sfida decisiva al Barclays Center, nonostante i 48 punti di Durant (record di sempre in NBA per punti segnati in una gara 7 fino a quel momento) e aver sfiorato la vittoria con un tiro realizzato allo scadere dei tempi regolamentari proprio da Durant che per pochi centimetri valeva due punti e non tre, Brooklyn perse la partita all'overtime 115-111.
L'anno dopo, i Nets, fecero registrare una deludente regular season, caratterizzata nella prima parte dagli infortuni a Durant e a Joe Harris, e da Kyrie Irving che non volendosi vaccinare contro il COVID-19 non poteva giocare le partite casalinghe nello stato di New York a causa del divieto esistente, venendo inizialmente sospeso dai Nets, per poi in seguito poter giocare solo le gare in trasferta, facendo infuriare Harden che chiese ed ottenne di essere scambiato a Philadelphia in cambio di Ben Simmons, Seth Curry, Andre Drummond.
I Nets arrivarono al settimo posto ad est, e, dopo avere vinto i play-in contro i Cleveland Cavaliers, vennero eliminati al primo turno dei play-off dai Celtics con un netto 4-0, dopo aver perso gara 1 e gara 4 per pochi punti di differenza.

## Arene di gioco
- Teaneck Armory (1967–1968)
- Long Island Arena (1968–1969)
- Island Garden (1969–1972)
- Nassau Veterans Memorial Coliseum (1972–1977)
- Rutgers Athletic Center (1977–1981)
- Brendan T. Byrne Arena/Continental Airlines Arena/Izod Center (1981–2010)
- Prudential Center (2010–2012)
- Barclays Center (2012-presente)

## Evoluzione divisa
| New Jersey Nets (1983-90) | Casa        | Trasferta |              |               |         |         |  |  |
| New Jersey Nets (1990-91) | Casa        | Trasferta |              |               |         |         |  |  |
| New Jersey Nets (1991-97) | Casa        | Trasferta |              |               |         |         |  |  |
| New Jersey Nets (1997-06) | Casa        | Trasferta | Terza divisa |               |         |         |  |  |
| New Jersey Nets (2006-09) | Casa        | Trasferta | Terza divisa | Quarta divisa |         |         |  |  |
| New Jersey Nets (2009-12) | Casa        | Trasferta | Terza divisa |               |         |         |  |  |
| 2016-2017                 | Casa        | Trasferta | Terza divisa |               |         |         |  |  |
| 2017-2018                 | Association | Icon      | Statement    | City          |         |         |  |  |
| 2018-2019                 | Association | Icon      | Statement    | City          |         |         |  |  |
| 2019-2020                 | Association | Icon      | Statement    | City          |         |         |  |  |
| 2020-2021                 | Association | Icon      | Statement    | City          | Earned  | Classic |  |  |
| 2021-2022                 | Association | Icon      | Statement    | City          |         |         |  |  |
| 2022-2023                 | Association | Icon      | Statement    | City          | Classic |         |  |  |

## Squadra attuale
| \| Pos. \| Num. \| Naz. \| Nome \| Altezza \| Peso \| Data nascita \| Provenienza \| \| ---- \| ---- \| ---- \| ------------------- \| ------- \| ------ \| ------------ \| ----------------------- \| \| G/AP \| 0 \| \| Whitehead, Dariq \| 201 cm \| 100 kg \| 01-08-2004 \| Università Duke \| \| G \| 4 \| \| Beekman, Reece \| 191 cm \| 88 kg \| 08-10-2001 \| Virginia \| \| AP \| 8 \| \| Williams, Ziaire \| 206 cm \| 84 kg \| 12-09-2001 \| Stanford \| \| P/G \| 10 \| \| Etienne, Tyson (TW) \| 188 cm \| 91 kg \| 17-09-1999 \| Wichita State \| \| AP \| 12 \| \| Evbuomwan, Tosan \| 201 cm \| 98 kg \| 16-02-2001 \| Princeton \| \| G/AP \| 13 \| \| Martin, Tyrese \| 198 cm \| 98 kg \| 07-03-1999 \| Connecticut \| \| P/G \| 14 \| \| Melton, DeAnthony \| 190 cm \| 86 kg \| 28-05-1998 \| Southern California \| \| C \| 20 \| \| Sharpe, Day'Ron \| 211 cm \| 120 kg \| 06-11-2001 \| North Carolina \| \| AG \| 21 \| \| Clowney, Noah \| 208 cm \| 95 kg \| 14-07-2004 \| Alabama \| \| AP \| 22 \| \| Wilson, Jalen \| 203 cm \| 102 kg \| 04-11-2000 \| Kansas \| \| G \| 24 \| \| Thomas, Cam \| 193 cm \| 95 kg \| 13-10-2001 \| LSU \| \| AG \| 26 \| \| Timme, Drew \| 208 cm \| 107 kg \| 09-09-2000 \| Gonzaga \| \| AP \| 27 \| \| Lewis, Maxwell \| 201 cm \| 88 kg \| 27-07-2002 \| Pepperdine \| \| C \| 33 \| \| Claxton, Nicolas \| 211 cm \| 100 kg \| 17-04-1999 \| Georgia \| \| G \| 45 \| \| Johnson, Keon (TW) \| 191 cm \| 84 kg \| 10-03-2002 \| University of Tennessee \| \| G/AP \| \| \| Mann, Terance \| 196 cm \| 98 kg \| 18-10-1996 \| Florida State \| \| AP \| \| \| Demin, Egor \| 206 cm \| 86 kg \| 03-03-2006 \| Brigham Young \| \| P \| \| \| Traoré, Nolan \| 191 cm \| 79 kg \| 28-05-2006 \| Saint-Quentin \| \| P \| \| \| Saraf, Ben \| 198 cm \| 98 kg \| 14-04-2006 \| Ratiopharm Ulm \| \| AG/C \| \| \| Wolf, Danny \| 213 cm \| 113 kg \| 05-05-2004 \| Michigan \| \| G/AP \| \| \| Powell, Drake \| 198 cm \| 88 kg \| 08-09-2005 \| North Carolina \| \| AP \| \| \| Porter, Michael \| 208 cm \| 99 kg \| 29-06-1998 \| Missouri \| | Allenatore - Jordi Fernandez Assistente/i - Steve Hetzel - Juwan Howard - Dutch Gaitley - Deividas Dulkys - Connor Griffin - Travis Bader - Ryan Forehan-Kelly - Corey Vinson - Jay Hernandez Legenda - (C) Capitano - (FA) Free agent - (S) Sospeso - (TW) Contratto Two-way - (GL) Assegnato a squadra G League affiliata - (SD) Scelto al Draft - Infortunato Roster • Transazioni · Ultima transazione: 25 giugno 2025 |                                                             |                     |         |        |              |                         |
| Pos. | Num. | Naz.                                                        | Nome                | Altezza | Peso   | Data nascita | Provenienza             |
| G/AP | 0 | Stati Uniti (bandiera)                                      | Whitehead, Dariq    | 201 cm  | 100 kg | 01-08-2004   | Università Duke         |
| G | 4 | Stati Uniti (bandiera)                                      | Beekman, Reece      | 191 cm  | 88 kg  | 08-10-2001   | Virginia                |
| AP | 8 | Stati Uniti (bandiera)                                      | Williams, Ziaire    | 206 cm  | 84 kg  | 12-09-2001   | Stanford                |
| P/G | 10 | Stati Uniti (bandiera)                                      | Etienne, Tyson (TW) | 188 cm  | 91 kg  | 17-09-1999   | Wichita State           |
| AP | 12 | Regno Unito (bandiera)                                      | Evbuomwan, Tosan    | 201 cm  | 98 kg  | 16-02-2001   | Princeton               |
| G/AP | 13 | Stati Uniti (bandiera)                                      | Martin, Tyrese      | 198 cm  | 98 kg  | 07-03-1999   | Connecticut             |
| P/G | 14 | Stati Uniti (bandiera)                                      | Melton, DeAnthony   | 190 cm  | 86 kg  | 28-05-1998   | Southern California     |
| C | 20 | Stati Uniti (bandiera)                                      | Sharpe, Day'Ron     | 211 cm  | 120 kg | 06-11-2001   | North Carolina          |
| AG | 21 | Stati Uniti (bandiera)                                      | Clowney, Noah       | 208 cm  | 95 kg  | 14-07-2004   | Alabama                 |
| AP | 22 | Stati Uniti (bandiera)                                      | Wilson, Jalen       | 203 cm  | 102 kg | 04-11-2000   | Kansas                  |
| G | 24 | Stati Uniti (bandiera)                                      | Thomas, Cam         | 193 cm  | 95 kg  | 13-10-2001   | LSU                     |
| AG | 26 | Stati Uniti (bandiera)                                      | Timme, Drew         | 208 cm  | 107 kg | 09-09-2000   | Gonzaga                 |
| AP | 27 | Stati Uniti (bandiera)                                      | Lewis, Maxwell      | 201 cm  | 88 kg  | 27-07-2002   | Pepperdine              |
| C | 33 | Stati Uniti (bandiera) · Isole Vergini Americane (bandiera) | Claxton, Nicolas    | 211 cm  | 100 kg | 17-04-1999   | Georgia                 |
| G | 45 | Stati Uniti (bandiera)                                      | Johnson, Keon (TW)  | 191 cm  | 84 kg  | 10-03-2002   | University of Tennessee |
| G/AP | | Stati Uniti (bandiera)                                      | Mann, Terance       | 196 cm  | 98 kg  | 18-10-1996   | Florida State           |
| AP | | Russia (bandiera)                                           | Demin, Egor         | 206 cm  | 86 kg  | 03-03-2006   | Brigham Young           |
| P | | Francia (bandiera)                                          | Traoré, Nolan       | 191 cm  | 79 kg  | 28-05-2006   | Saint-Quentin           |
| P | | Israele (bandiera)                                          | Saraf, Ben          | 198 cm  | 98 kg  | 14-04-2006   | Ratiopharm Ulm          |
| AG/C | | Stati Uniti (bandiera) · Israele (bandiera)                 | Wolf, Danny         | 213 cm  | 113 kg | 05-05-2004   | Michigan                |
| G/AP | | Stati Uniti (bandiera)                                      | Powell, Drake       | 198 cm  | 88 kg  | 08-09-2005   | North Carolina          |
| AP | | Stati Uniti (bandiera)                                      | Porter, Michael     | 208 cm  | 99 kg  | 29-06-1998   | Missouri                |

## Record stagione per stagione
| Campione ABA | Campione di Division (Playoffs) | Campione di Division (Regular Season) |
| Campione NBA | Campione di Conference          | Campione di Division                  |

| Stagione                   | V    | P    | %    | Play-off                                                                                       | Risultati                                                                                            |
| -------------------------- | ---- | ---- | ---- | ---------------------------------------------------------------------------------------------- | --- |
| New Jersey Americans (ABA) |      |      |      |                                                                                                | |
| 1967-68                    | 36   | 42   | 46,2 | Perdono a tavolino Tiebreaker Playoffs per inagibilità del campo                               | Kentucky 1, New Jersey 0                                                                             |
| New York Nets (ABA)        |      |      |      |                                                                                                | |
| 1968-69                    | 17   | 61   | 21,8 |                                                                                                | |
| 1969-70                    | 39   | 45   | 46,4 | Perdono Semifinali Division                                                                    | Kentucky 4, New York 3                                                                               |
| 1970-71                    | 40   | 44   | 47,6 | Perdono Semifinali Division                                                                    | Virginia 4, New York 2                                                                               |
| 1971-72                    | 44   | 40   | 52,4 | Vincono Semifinali Division Vincono Finali Division Perdono Finali ABA                         | New York 4, Kentucky 2 New York 4, Virginia 3 Indiana 4, New York 2                                  |
| 1972-73                    | 30   | 54   | 35,7 | Perdono Semifinali Division                                                                    | Carolina 4, New York 1                                                                               |
| 1973-74                    | 55   | 29   | 65,5 | Vincono Semifinali Division Vincono Finali Division Vincono Finali ABA                         | New York 4, Virginia 1 New York 4, Kentucky 0 New York 4, Utah 1                                     |
| 1974-75                    | 58   | 26   | 69,1 | Perdono Tiebreaker 1º posto Eastern Division Perdono Semifinali Division                       | Kentucky 1, New York 0 St. Louis 4, New York 1                                                       |
| 1975-76                    | 55   | 29   | 65,5 | Vincono Finali Division Vincono Finali ABA                                                     | New York 4, San Antonio 3 New York 4, Denver 2                                                       |
| Totale ABA                 | 374  | 370  | 50,3 |                                                                                                | |
| Playoffs ABA               | 37   | 32   | 53,6 | 2 Titoli ABA                                                                                   | 2 Titoli ABA                                                                                         |
| New York Nets (NBA)        |      |      |      |                                                                                                | |
| 1976-77                    | 22   | 60   | 26,8 |                                                                                                | |
| New Jersey Nets (NBA)      |      |      |      |                                                                                                | |
| 1977-78                    | 24   | 58   | 29,3 |                                                                                                | |
| 1978-79                    | 37   | 45   | 45,1 | Perdono Primo Turno                                                                            | Philadelphia 2, New Jersey 0                                                                         |
| 1979-80                    | 34   | 48   | 41,5 |                                                                                                | |
| 1980-81                    | 24   | 58   | 29,3 |                                                                                                | |
| 1981-82                    | 44   | 38   | 53,7 | Perdono Primo Turno                                                                            | Washington 2, New Jersey 0                                                                           |
| 1982-83                    | 49   | 33   | 59,8 | Perdono Primo Turno                                                                            | New York 2, New Jersey 0                                                                             |
| 1983-84                    | 45   | 37   | 54,9 | Vincono Primo Turno Perdono Semifinali Conference                                              | New Jersey 3, Philadelphia 2 Milwaukee 4, New Jersey 2                                               |
| 1984-85                    | 42   | 40   | 51,2 | Perdono Primo Turno                                                                            | Detroit 3, New Jersey 0                                                                              |
| 1985-86                    | 39   | 43   | 47,6 | Perdono Primo Turno                                                                            | Milwaukee 3, New Jersey 0                                                                            |
| 1986-87                    | 24   | 58   | 29,3 |                                                                                                | |
| 1987-88                    | 19   | 63   | 23,2 |                                                                                                | |
| 1988-89                    | 26   | 56   | 31,7 |                                                                                                | |
| 1989-90                    | 17   | 65   | 20,7 |                                                                                                | |
| 1990-91                    | 26   | 56   | 31,7 |                                                                                                | |
| 1991-92                    | 40   | 42   | 48,8 | Perdono Primo Turno                                                                            | Cleveland 3, New Jersey 1                                                                            |
| 1992-93                    | 43   | 39   | 52,4 | Perdono Primo Turno                                                                            | Cleveland 3, New Jersey 2                                                                            |
| 1993-94                    | 45   | 37   | 54,9 | Perdono Primo Turno                                                                            | New York 3, New Jersey 1                                                                             |
| 1994-95                    | 30   | 52   | 36,6 |                                                                                                | |
| 1995-96                    | 30   | 52   | 36,6 |                                                                                                | |
| 1996-97                    | 26   | 56   | 31,7 |                                                                                                | |
| 1997-98                    | 43   | 39   | 52,4 | Perdono Primo Turno                                                                            | Chicago 3, New Jersey 0                                                                              |
| 1998-99                    | 16   | 34   | 32,0 |                                                                                                | |
| 1999-00                    | 31   | 51   | 37,8 |                                                                                                | |
| 2000-01                    | 26   | 56   | 31,7 |                                                                                                | |
| 2001-02                    | 52   | 30   | 63,4 | Vincono Primo Turno Vincono Semifinali Conference Vincono Finali Conference Perdono Finali NBA | New Jersey 3, Indiana 2 New Jersey 4, Charoltte 1 New Jersey 4, Boston 2 Los Angeles 4, New Jersey 0 |
| 2002-03                    | 49   | 33   | 59,8 | Vincono Primo Turno Vincono Semifinali Conference Vincono Finali Conference Perdono Finali NBA | New Jersey 4, Milwaukee 2 New Jersey 4, Boston 0 New Jersey 4, Detroit 0 San Antonio 4, New Jersey 2 |
| 2003-04                    | 47   | 35   | 57,3 | Vincono Primo Turno Perdono Semifinali Conference                                              | New Jersey 4, New York 0 Detroit 4, New Jersey 3                                                     |
| 2004-05                    | 42   | 40   | 51,2 | Perdono Primo Turno                                                                            | Miami 4, New Jersey 0                                                                                |
| 2005-06                    | 49   | 33   | 59,8 | Vincono Primo Turno Perdono Semifinali Conference                                              | New Jersey 4, Indiana 2 Miami 4, New Jersey 1                                                        |
| 2006-07                    | 41   | 41   | 50,0 | Vincono Primo Turno Perdono Semifinali Conference                                              | New Jersey 4, Toronto 2 Cleveland 4, New Jersey 2                                                    |
| 2007-08                    | 32   | 45   | 41,6 |                                                                                                | |
| 2008-09                    | 34   | 48   | 41,5 |                                                                                                | |
| 2009-10                    | 12   | 70   | 14,6 |                                                                                                | |
| 2010-11                    | 24   | 58   | 29,3 |                                                                                                | |
| 2011-12                    | 22   | 44   | 33,3 |                                                                                                | |
| Brooklyn Nets (NBA)        |      |      |      |                                                                                                | |
| 2012-13                    | 49   | 33   | 59,8 | Perdono Primo Turno                                                                            | Chicago 4, Brooklyn 3                                                                                |
| 2013-14                    | 44   | 38   | 53,7 | Vincono Primo Turno Perdono Semifinali Conference                                              | Brooklyn 4, Toronto 3 Miami 4, Brooklyn 1                                                            |
| 2014-15                    | 38   | 44   | 46,3 | Perdono Primo Turno                                                                            | Atlanta 4, Brooklyn 2                                                                                |
| 2015-16                    | 21   | 61   | 25,6 |                                                                                                | |
| 2016-17                    | 20   | 62   | 24,4 |                                                                                                | |
| 2017-18                    | 28   | 54   | 34,1 |                                                                                                | |
| 2018-19                    | 42   | 40   | 51,2 | Perdono Primo Turno                                                                            | Philadelphia 4, Brooklyn 1                                                                           |
| 2019-20                    | 35   | 37   | 48,6 | Perdono Primo Turno                                                                            | Toronto 4, Brooklyn 0                                                                                |
| 2020-21                    | 48   | 24   | 66,7 | Vincono Primo Turno Perdono Semifinali Conference                                              | Brooklyn 4, Boston 1 Milwaukee 4, Brooklyn 3                                                         |
| 2021-22                    | 44   | 38   | 53,7 | Vincono il Play-in Game 7-8 Perdono Primo Turno                                                | Brooklyn 1, Cleveland 0 Boston 4, Brooklyn 0                                                         |
| 2022-23                    | 45   | 37   | 54,9 | Perdono Primo Turno                                                                            | Philadelphia 4, Brooklyn 0                                                                           |
| 2023-24                    | 32   | 50   | 39,0 |                                                                                                | |
| 2024-25                    | 26   | 56   | 31,7 |                                                                                                | |
| Totale NBA                 | 1680 | 2270 | 42,5 |                                                                                                | |
| Playoffs NBA               | 70   | 101  | 40,9 |                                                                                                | |
| Totale ABA-NBA             | 2054 | 2640 | 43,8 |                                                                                                | |
| Playoffs ABA-NBA           | 107  | 133  | 44,6 |                                                                                                | |

ABA Record:
```
New Jersey Americans (1967-1968)

Regular Season: 36-42 (46,2%)
Partecipazioni Play-off: 0
Playoffs: -

New York Nets (1968-1977)

Regular Season: 338-328 (50,8%)
Partecipazioni Play-off: 7
Playoffs: 37-32 (53,6%)
```

NBA Record:
```
New York Nets (1977-1978)

Regular Season: 22-60 (26,8%)
Playoffs: -
Partecipazioni Play-off: 0

New Jersey Nets (1977-2012)

Regular Season: 1186-1636 (42,0%)
Partecipazioni Play-off: 16
Playoffs: 52-65 (44,4%)

Brooklyn Nets (2012-)

Regular Season: 472-574 (45,1%)
Partecipazioni Play-off: 8
Playoffs: 18-36 (33,3%)
```

Totale ABA
```
Numero stagioni: 9
Regular Season: 374-370 (50,3%)
Partecipazioni Play-off: 7
Playoffs: 37-32 (53,6%)
Finali ABA Disputate: 3
Titoli ABA Vinti: 2
```

Totale NBA
```
Numero stagioni: 49
Regular Season: 1680-2270 (42,5%)
Partecipazioni Play-off: 24
Playoffs: 70-101 (40,9%)
Finali NBA Disputate: 2
Titoli NBA Vinti: 0
```

Totale ABA-NBA
```
Numero stagioni: 58
Regular Season: 2054-2640 (43,8%)
Partecipazioni Playoffs: 31
Playoffs: 107-133 (44,6%)
Finali Disputate: 5
Titoli Vinti: 2
```

^ Statistiche aggiornate al termine della stagione 2024-2025.

## Membri della Basketball Hall of Fame
| Membri dei New York/New Jersey/Brooklyn Nets nella Basketball Hall of Fame | Membri dei New York/New Jersey/Brooklyn Nets nella Basketball Hall of Fame | Membri dei New York/New Jersey/Brooklyn Nets nella Basketball Hall of Fame | Membri dei New York/New Jersey/Brooklyn Nets nella Basketball Hall of Fame | Membri dei New York/New Jersey/Brooklyn Nets nella Basketball Hall of Fame |
| Giocatori                                                                  | Giocatori                                                                  | Giocatori                                                                  | Giocatori                                                                  | Giocatori                                                                  |
| Num.                                                                       | Nome                                                                       | Ruolo                                                                      | Stagione/i                                                                 | Introdotto                                                                 |
| -------------------------------------------------------------------------- | -------------------------------------------------------------------------- | -------------------------------------------------------------------------- | -------------------------------------------------------------------------- | -------------------------------------------------------------------------- |
| 24                                                                         | Rick Barry 1 2                                                             | AP                                                                         | 1970–1972                                                                  | 1987                                                                       |
| 1                                                                          | Nate Archibald 1                                                           | P                                                                          | 1976–1977                                                                  | 1991                                                                       |
| 32                                                                         | Julius Erving 1 2                                                          | AP                                                                         | 1973–1976                                                                  | 1993                                                                       |
| 21                                                                         | Bob McAdoo                                                                 | C/AG                                                                       | 1981                                                                       | 2000                                                                       |
| 3                                                                          | Dražen Petrović                                                            | G                                                                          | 1990–1993                                                                  | 2002                                                                       |
| 34                                                                         | Mel Daniels 1                                                              | C                                                                          | 1976                                                                       | 2012                                                                       |
| 22 30                                                                      | Bernard King                                                               | AP                                                                         | 1977–1979 1992–1993                                                        | 2013                                                                       |
| 33                                                                         | Alonzo Mourning                                                            | C/AG                                                                       | 2003–2004                                                                  | 2014                                                                       |
| 55                                                                         | Dikembe Mutombo                                                            | C                                                                          | 2002–2003                                                                  | 2015                                                                       |
| 5                                                                          | Jason Kidd                                                                 | P                                                                          | 2001–2008                                                                  | 2018                                                                       |
| 10                                                                         | Maurice Cheeks                                                             | P                                                                          | 1992–1993                                                                  | 2018                                                                       |
| 2                                                                          | Kevin Garnett                                                              | AG/C                                                                       | 2013–2015                                                                  | 2020                                                                       |
| 34                                                                         | Paul Pierce                                                                | AP                                                                         | 2013–2014                                                                  | 2021                                                                       |
| 15                                                                         | Vince Carter                                                               | G                                                                          | 2004–2009                                                                  | 2024                                                                       |
| Allenatori                                                                 |                                                                            |                                                                            |                                                                            |                                                                            |
| Nome                                                                       | Nome                                                                       | Ruolo                                                                      | Stagione/i                                                                 | Introdotto                                                                 |
| Lou Carnesecca 1 2                                                         | Lou Carnesecca 1 2                                                         | Allenatore                                                                 | 1970–1973                                                                  | 1992                                                                       |
| Chuck Daly 3                                                               | Chuck Daly 3                                                               | Allenatore                                                                 | 1992–1994                                                                  | 1994                                                                       |
| Larry Brown                                                                | Larry Brown                                                                | Allenatore                                                                 | 1981–1983                                                                  | 2002                                                                       |
| John Calipari                                                              | John Calipari                                                              | Allenatore                                                                 | 1996–1999                                                                  | 2015                                                                       |
| Bill Fitch                                                                 | Bill Fitch                                                                 | Allenatore                                                                 | 1989–1992                                                                  | 2019                                                                       |
| Contributori                                                               |                                                                            |                                                                            |                                                                            |                                                                            |
| Nome                                                                       | Nome                                                                       | Ruolo                                                                      | Stagione/i                                                                 | Introdotto                                                                 |
| Rod Thorn                                                                  | Rod Thorn                                                                  | Assistente Dirigente                                                       | 1973–1975, 1976–1978 2000–2010                                             | 2018                                                                       |
| Del Harris                                                                 | Del Harris                                                                 | Assistente                                                                 | 2009–2010                                                                  | 2022                                                                       |

Note:

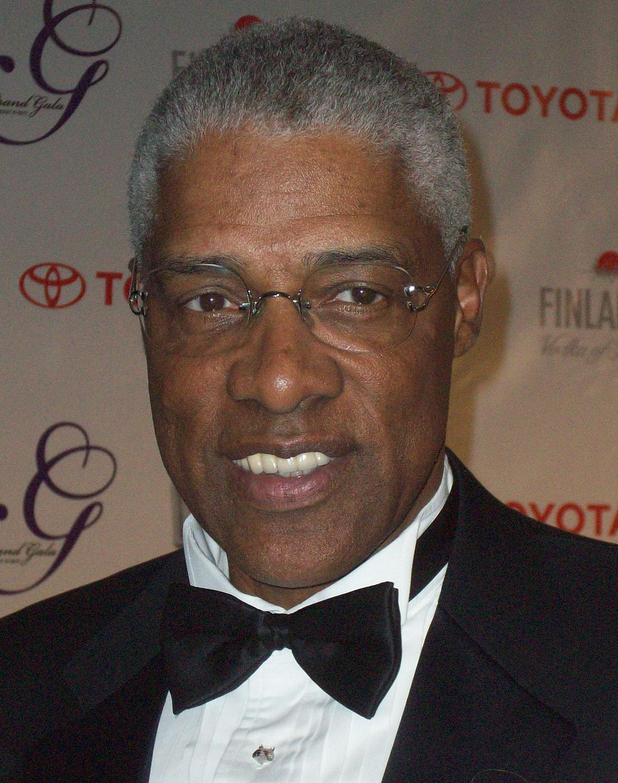
Julius Erving (Doctor J), nel 2008, che giocò dal 1973 al 1976 ai Nets. In suo onore è stata ritirata la casacca numero 32

- 1 Ha giocato o allenato la squadra quando erano conosciuti come New York Nets.
- 2 Ha giocato o allenato la squadra nella ABA.
- 3 In totale, Daly è stato introdotto nella Hall of Fame per due volte – come allenatore e come membro della squadra olimpica statunitense 1992.

### FIBA Hall of Fame
| Membri Brooklyn Nets nella FIBA Hall of Fame | Membri Brooklyn Nets nella FIBA Hall of Fame | Membri Brooklyn Nets nella FIBA Hall of Fame | Membri Brooklyn Nets nella FIBA Hall of Fame | Membri Brooklyn Nets nella FIBA Hall of Fame |
| Giocatori                                    | Giocatori                                    | Giocatori                                    | Giocatori                                    | Giocatori                                    |
| Num.                                         | Nome                                         | Ruolo                                        | Stagione/i                                   | Introdotto                                   |
| -------------------------------------------- | -------------------------------------------- | -------------------------------------------- | -------------------------------------------- | -------------------------------------------- |
| 3                                            | Dražen Petrović                              | G                                            | 1991–1993                                    | 2007                                         |
| 33                                           | Alonzo Mourning                              | C                                            | 2003–2004                                    | 2019                                         |
| Allenatori                                   |                                              |                                              |                                              |                                              |
| Nome                                         | Nome                                         | Ruolo                                        | Stagione/i                                   | Introdotto                                   |
| Chuck Daly                                   | Chuck Daly                                   | Allenatore                                   | 1992-1994                                    | 2021                                         |

## Numeri ritirati
| Numeri ritirati Brooklyn Nets |                 |       |                     |                      |
| Num.                          | Giocatore       | Ruolo | Stagione/i          | Giorno ritiro maglia |
| 25                            | Bill Melchionni | P     | 1969–1976           | Settembre 1976       |
| 32                            | Julius Erving   | AP    | 1973–1976           | 3 Aprile 1987        |
| 23                            | John Williamson | G     | 1973-1977 1978-1980 | 7 Dicembre 1990      |
| 3                             | Dražen Petrović | G     | 1991–1993           | 11 Novembre 1993     |
| 52                            | Buck Williams   | AG    | 1981–1989           | 11 Aprile 1999       |
| 5                             | Jason Kidd      | P     | 2001–2008           | 17 Ottobre 2013      |
| 15                            | Vince Carter    | G/AP  | 2004–2009           | 25 Gennaio 2025      |

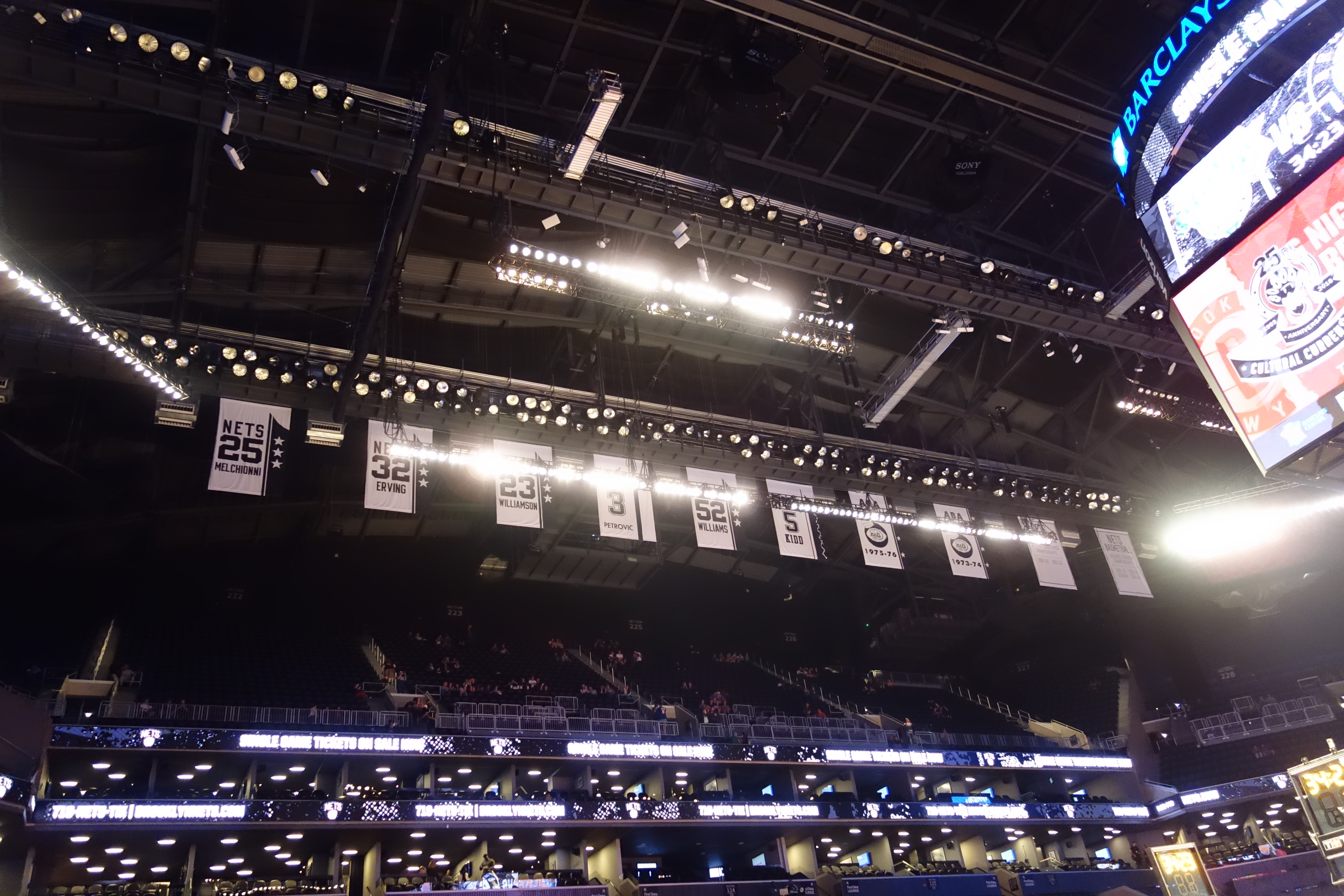
Numeri ritirati nel Barclays Center

- La maglia numero 6 di Bill Russell è stata ritirata l'11 Agosto 2022 per tutte le squadre che partecipano al campionato NBA
- La maglia numero 4 di Wendell Ladner fu inclusa nella lista di quelle ritirate, anche se non venne mai ritirata formalmente e non venne assegnata ad alcun giocatore per i 17 anni successivi, fino al 1992.

## Leader di franchigia
Dati aggiornati al 20 marzo 2025.
- In Grassetto i giocatori ancora in attività con i Brooklyn Nets
- In Corsivo i giocatori ancora in attività in altre squadre NBA.

Le statistiche prendono in considerazione le partite di regular season NBA e ABA.
1. Brook Lopez: 10.444
2. Buck Williams: 10.440
3. Vince Carter: 8.834
4. Richard Jefferson: 8.507
5. Jason Kidd: 7.373
6. John Williamson: 7.202
7. Julius Erving: 7.104
8. Kerry Kittles: 7.096
9. Derrick Coleman: 6.930
10. Chris Morris: 6.762
11. Mike Gminski: 6.415
12. Billy Paultz: 6.297
13. Bill Melchionni: 6.230
14. Otis Birdsong: 5.968
15. Keith Van Horn: 5.700
16. Albert King: 5.595
17. Joe Harris: 5.007
18. Spencer Dinwiddie: 4.953
19. Kendall Gill: 4.932
20. Darwin Cook: 4.699
21. Kenny Anderson: 4.655
22. Deron Williams: 4.609
23. Kenyon Martin: 4.269
24. Rick Barry: 4.252
25. Joe Johnson: 4.240

1. Buck Williams: 635
2. Brook Lopez: 562
3. Mike Gminski: 550
4. Jason Collins: 532
5. Chris Morris: 510
6. Jason Kidd: 506
7. Bill Melchionni: 502
8. Kerry Kittles: 496
9. Richard Jefferson: 489
10. Darwin Cook: 464

1. Buck Williams: 7.576
2. Billy Paultz: 4.544
3. Brook Lopez: 4.005
4. Derrick Coleman: 3.690
5. Mike Gminski: 3.671
6. Jason Kidd: 3.662
7. Jayson Williams: 3.328
8. Chris Morris: 2.918
9. Julius Erving: 2.738
10. Richard Jefferson: 2.627

1. Jason Kidd: 4.620
2. Bill Melchionni: 3.044
3. Kenny Anderson: 2.363
4. Deron Williams: 2.078
5. Spencer Dinwiddie: 1.985
6. Darwin Cook: 1.970
7. Vince Carter: 1.762
8. Richard Jefferson: 1.486
9. Devin Harris: 1.473
10. Micheal Ray Richardson: 1.410

1. Jason Kidd: 950
2. Darwin Cook: 875
3. Kerry Kittles: 803
4. Chris Morris: 784
5. Kendall Gill: 652
6. Buck Williams: 599
7. Julius Erving: 583
8. Eddie Jordan: 562
9. Micheal Ray Richardson: 552
10. Brian Taylor: 500

1. Brook Lopez: 972
2. George Johnson: 863
3. Buck Williams: 696
4. Mike Gminski: 559
5. Derrick Coleman: 559
6. Nic Claxton: 522
7. Julius Erving: 521
8. Billy Paultz: 498
9. Chris Morris: 468
10. Chris Dudley: 466

1. Rick Barry: 30,6
2. Kevin Durant: 29,0
3. Julius Erving: 28,2
4. Kyrie Irving: 27,1
5. Vince Carter: 23,6
6. Stephon Marbury: 23,0
7. Mike Newlin: 21,2
8. Mikal Bridges: 21,2
9. Levern Tart: 20,4
10. Bernard King: 20,2
11. Derrick Coleman: 19,9
12. Dražen Petrović: 19,5

Dati aggiornati al 5 gennaio 2025
| All-Time Leaders Regular Season      |                        |        |
|                                      | Leaders                | Totale |
| Partite giocate                      | Buck Williams          | 635    |
| Minuti giocati                       | Buck Williams          | 23.100 |
| Numero di stagioni                   | Brook Lopez            | 9      |
| Punti Totali                         | Brook Lopez            | 10.444 |
| Rimbalzi Totali                      | Buck Williams          | 7.576  |
| Rimbalzi Difensivi                   | Buck Williams          | 4.988  |
| Rimbalzi Offensivi                   | Buck Williams          | 2.588  |
| Assist                               | Jason Kidd             | 4.620  |
| Palle Rubate                         | Jason Kidd             | 950    |
| Stoppate                             | Brook Lopez            | 972    |
| Tiri dal Campo                       | Brook Lopez            | 4.044  |
| % Tiri dal Campo                     | Nicolas Claxton        | 66,2%  |
| Tiri da 2 Punti                      | Buck Williams          | 3.979  |
| % Tiri da 2 Punti                    | Nicolas Claxton        | 66,8%  |
| Tiri da 3 Punti                      | Joe Harris             | 984    |
| % Tiri da 3 Punti                    | Joe Harris             | 44,0%  |
| Tiri Liberi Segnati                  | Buck Williams          | 2.476  |
| % Tiri Liberi Segnati                | Kevin Durant           | 91,0%  |
| Tiri Liberi Segnati Consecutivamente | Kevin Durant           | 62     |
| Minuti a partita                     | Rick Barry             | 44,0   |
| Punti a partita                      | Rick Barry             | 30,6   |
| Rimbalzi a partita                   | Buck Williams          | 11,9   |
| Assist a partita                     | Jason Kidd             | 9,1    |
| Palle Rubate a partita               | Micheal Ray Richardson | 2,7    |
| Stoppate a partita                   | Shawn Bradley          | 3,8    |
| Triple doppie                        | Jason Kidd             | 61     |
| Buzzer Beater                        | Joe Johnson            | 5      |
| Falli                                | Buck Williams          | 2.244  |
| Palle Perse                          | Buck Williams          | 1.811  |

| All-Time Leaders Stagionali |                        |        |                             |
|                             | Leaders                | Totale | Stagione                    |
| Minuti giocati              | Rick Barry             | 3.616  | ABA 1971-1972               |
| Punti                       | Rick Barry             | 2.518  | ABA 1971-1972               |
| Rimbalzi Totali             | Billy Paultz           | 1.035  | ABA 1971-1972               |
| Rimbalzi Difensivi          | Billy Paultz           | 772    | ABA 1971-1972               |
| Rimbalzi Offensivi          | Jayson Williams        | 443    | NBA 1997–1998               |
| Assist                      | Jason Kidd             | 808    | NBA 2001–2002               |
| Palle Rubate                | Micheal Ray Richardson | 243    | NBA 1984–1985               |
| Stoppate                    | George Johnson         | 274    | NBA 1977–1978               |
| Tiri dal Campo              | Julius Erving          | 949    | ABA 1975-1976               |
| % Tiri dal Campo            | Nicolas Claxton        | 65,0%  | NBA 2022-2023               |
| Tiri da 2 Punti             | Julius Erving          | 915    | ABA 1975-1976               |
| % Tiri da 2 Punti           | Nicolas Claxton        | 65,8%  | NBA 2022-2023               |
| Tiri da 3 Punti             | D'Angelo Russell       | 234    | NBA 2018–2019               |
| % Tiri da 3 Punti           | Joe Harris             | 47,5%  | NBA 2020–2021               |
| Tiri Liberi Segnati         | Rick Barry             | 641    | ABA 1971–1972               |
| %Tiri Liberi Segnati        | Kyrie Irving           | 92,2%  | NBA 2020–2021               |
| Minuti a partita            | Rick Barry             | 45,2   | ABA 1971–1972               |
| Punti a Partita             | Rick Barry             | 31,5   | ABA 1971–1972               |
| Rimbalzi a Partita          | Jayson Williams        | 13,6   | NBA 1997–1998               |
| Assist a Partita            | Kevin Porter           | 10,8   | NBA 1977–1978               |
| Palle Rubate a Partita      | Micheal Ray Richardson | 3,0    | NBA 1984–1985               |
| Stoppate a Partita          | Shawn Bradley          | 4,0    | NBA 1996–1997               |
| Triple doppie               | Jason Kidd             | 12     | NBA 2006–2007 NBA 2007–2008 |
|                             | James Harden           | 12     | NBA 2020–2021               |
| Buzzer Beater               | Joe Johnson            | 2      | NBA 2012–2013 NBA 2013–2014 |
| Falli                       | Darryl Dawkins         | 386    | NBA 1983–1984               |
| Palle Perse                 | Kevin Porter           | 348    | NBA 1977–1978               |

| Record Partita Singola Regular Season |                  |        |                  |
|                                       | Giocatore        | Totale | Data             |
| Punti                                 | Julius Erving    | 63     | 14 febbraio 1975 |
| Punti in un quarto                    | Joe Johnson      | 29     | 16 dicembre 2013 |
| Punti in un tempo                     | Kyrie Irving     | 41     | 15 marzo 2022    |
| Punti in un overtime                  | D'Angelo Russell | 14     | 13 febbraio 2019 |
| Minuti giocati                        | Julius Erving    | 66     | 14 febbraio 1975 |
| Rimbalzi Totali                       | Billy Paultz     | 33     | 17 dicembre 1971 |
| Rimbalzi Difensivi                    | Buck Williams    | 22     | 1 febbraio 1987  |
| Rimbalzi Offensivi                    | Jayson Williams  | 17     | 31 ottobre 1997  |
| Assist                                | Kevin Porter     | 29     | 24 febbraio 1978 |
| Palle rubate                          | Kendall Gill     | 11     | 3 aprile 1999    |
| Stoppate                              | Darryl Dawkins   | 13     | 5 novembre 1983  |
| Tiri dal Campo                        | Julius Erving    | 25     | 14 febbraio 1975 |
| Tiri dal Campo senza sbagliare        | Roy Hinson       | 13     | 22 marzo 1988    |
| Tiri da 3 Punti                       | Deron Williams   | 11     | 8 marzo 2013     |
| Tiri da 3 Punti senza sbagliare       | Patty Mills      | 7      | 19 ottobre 2021  |
| Tiri da 3 Punti in un quarto          | Joe Johnson      | 8      | 16 dicembre 2013 |
| Tiri da 3 Punti in un tempo           | Deron Williams   | 9      | 8 marzo 2013     |
| Tiri liberi Segnati                   | Tony Jackson     | 24     | 27 novembre 1967 |
| Tiri liberi Segnati senza sbagliare   | Deron Williams   | 21     | 4 marzo 2012     |
| Tiri liberi Segnati in un quarto      | Vince Carter     | 16     | 23 novembre 2005 |
| Tiri liberi Segnati in un tempo       | Vince Carter     | 19     | 23 novembre 2005 |

| Record Partita Singola Play-off     |                        |        |                |
|                                     | Giocatore              | Totale | Data           |
| Punti                               | Rick Barry             | 50     | 1º aprile 1972 |
| Punti in un quarto                  | Julius Erving          | 25     | 4 maggio 1976  |
| Punti in un tempo                   | Julius Erving          | 37     | 4 maggio 1976  |
| Punti in un overtime                | Lucious Harris         | 8      | 26 aprile 2003 |
| Punti in gara 7                     | Kevin Durant           | 48     | 19 giugno 2021 |
| Minuti giocati                      | Deron Williams         | 58     | 27 aprile 2013 |
| Rimbalzi Totali                     | Billy Paultz           | 24     | 4 maggio 1972  |
| Rimbalzi Difensivi                  | Derrick Coleman        | 17     | 1º maggio 1994 |
|                                     | Kevin Durant           | 17     | 15 giugno 2021 |
| Rimbalzi Offensivi                  | Jayson Williams        | 11     | 24 aprile 1998 |
| Assist                              | Jason Kidd             | 19     | 27 aprile 2007 |
| Palle rubate                        | Micheal Ray Richardson | 6      | 26 aprile 1984 |
|                                     | Otis Birdsong          | 6      | 26 aprile 1984 |
|                                     | Vince Carter           | 6      | 29 aprile 2006 |
| Stoppate                            | Derrick Coleman        | 9      | 7 maggio 1993  |
| Tiri dal Campo                      | Levern Tart            | 19     | 17 aprile 1970 |
|                                     | Julius Erving          | 19     | 30 aprile 1974 |
| Tiri dal Campo senza sbagliare      | Nicolas Claxton        | 6      | 25 aprile 2022 |
| Tiri da 3 Punti                     | Rick Barry             | 8      | 9 aprile 1971  |
| Tiri da 3 Punti senza sbagliare     | Brian Scalabrine       | 4      | 14 maggio 2004 |
|                                     | Alan Anderson          | 4      | 29 aprile 2015 |
| Tiri da 3 Punti in un quarto        | Deron Williams         | 4      | 27 aprile 2015 |
|                                     | Joe Harris             | 4      | 25 maggio 2021 |
|                                     | James Harden           | 4      | 28 maggio 2021 |
| Tiri da 3 Punti in un tempo         | Joe Harris             | 6      | 25 maggio 2021 |
| Tiri Liberi Segnati                 | Derrick Coleman        | 21     | 6 maggio 1994  |
| Tiri liberi Segnati senza sbagliare | Rick Barry             | 16     | 6 aprile 1971  |

| Record Partita Singola Finals       |                    |        |                              |
|                                     | Giocatore          | Totale | Data                         |
| Punti                               | Julius Erving      | 48     | 4 maggio 1976                |
| Punti in un quarto                  | Julius Erving      | 25     | 4 maggio 1976                |
| Punti in un tempo                   | Julius Erving      | 37     | 4 maggio 1976                |
| Punti in un overtime                | Larry Kenon        | 4      | 6 maggio 1974                |
| Minuti giocati                      | Billy Paultz       | 48     | 9 maggio 1972                |
|                                     | Jason Kidd         | 48     | 13 giugno 2003               |
| Rimbalzi Totali                     | Larry Kenon        | 20     | 30 aprile 1974               |
| Rimbalzi Difensivi                  | Billy Paultz       | 14     | 15 maggio 1972               |
| Rimbalzi Offensivi                  | Trooper Washington | 10     | 12 maggio 1972               |
| Assist                              | Jason Kidd         | 12     | 12 giugno 2002               |
| Palle rubate                        | Julius Erving      | 5      | 13 maggio 1976               |
| Stoppate                            | Julius Erving      | 4      | 6 maggio 1976 13 maggio 1976 |
|                                     | Rich Jones         | 4      | 13 maggio 1976               |
|                                     | Aaron Williams     | 4      | 11 giugno 2003               |
| Tiri dal Campo                      | Julius Erving      | 19     | 30 aprile 1974               |
| Tiri dal Campo senza sbagliare      | Johnny Baum        | 3      | 18 maggio 1972               |
| Tiri da 3 Punti Segnati             | Jason Kidd         | 4      | 13 giugno 2003               |
| Tiri Liberi Segnati                 | Julius Erving      | 12     | 4 maggio 1976 8 maggio 1976  |
| Tiri liberi Segnati senza sbagliare | Julius Erving      | 11     | 1 maggio 1976                |

## Allenatori
| Legenda | Legenda |
| ------- | --- |
| PA      | Partite allenate |
| V       | Vittorie |
| S       | Sconfitte |
| V%      | Percentuale di vittorie |
|         | Ha trascorso l'intera sua carriera da allenatore ABA/NBA con i Nets                                                        |
|         | Eletto nella Basketball Hall of Fame come allenatore                                                                       |
|         | Eletto nella Basketball Hall of Fame come allenatore e ha trascorso l'intera sua carriera da allenatore ABA/NBA con i Nets |

Note: Statistiche aggiornate a fine stagione 2023-2024.
| New Jersey Americans (ABA) |                 |           |     |     |     |      |    |    |    |      |                                          |        |
| 1                          | Max Zaslofsky   | 1967–1968 | 78  | 36  | 42  | .462 | —  | —  | —  | —    |                                          | [ 18 ] |
| New York Nets (ABA)        |                 |           |     |     |     |      |    |    |    |      |                                          |        |
| —                          | Max Zaslofsky   | 1968–1969 | 78  | 17  | 61  | .218 | —  | —  | —  | —    |                                          | [ 18 ] |
| 2                          | York Larese     | 1969–1970 | 84  | 39  | 45  | .464 | 7  | 3  | 4  | .429 |                                          | [ 19 ] |
| 3                          | Lou Carnesecca  | 1970–1973 | 252 | 114 | 138 | .452 | 30 | 13 | 17 | .433 |                                          | [ 20 ] |
| 4                          | Kevin Loughery  | 1973–1976 | 252 | 168 | 84  | .667 | 32 | 21 | 11 | .656 | 2 Titoli ABA (1974, 1976)                | [ 21 ] |
| New York Nets (NBA)        |                 |           |     |     |     |      |    |    |    |      |                                          |        |
| —                          | Kevin Loughery  | 1976–1977 | 82  | 22  | 60  | .268 | —  | —  | —  | —    |                                          | [ 21 ] |
| New Jersey Nets (NBA)      |                 |           |     |     |     |      |    |    |    |      |                                          |        |
| —                          | Kevin Loughery  | 1977–1980 | 281 | 107 | 174 | .381 | 2  | 0  | 2  | .000 |                                          | [ 21 ] |
| 5                          | Bob MacKinnon   | 1980–1981 | 47  | 12  | 35  | .255 | —  | —  | —  | —    |                                          | [ 22 ] |
| 6                          | Larry Brown     | 1981–1983 | 158 | 91  | 67  | .576 | 2  | 0  | 2  | .000 |                                          | [ 23 ] |
| 7                          | Bill Blair      | 1983      | 6   | 2   | 4   | .333 | 2  | 0  | 2  | .000 |                                          | [ 24 ] |
| 8                          | Stan Albeck     | 1983–1985 | 164 | 87  | 77  | .530 | 14 | 5  | 9  | .357 |                                          | [ 25 ] |
| 9                          | Dave Wohl       | 1985–1987 | 179 | 65  | 114 | .363 | 3  | 0  | 3  | .000 |                                          | [ 26 ] |
| —                          | Bob MacKinnon   | 1987–1988 | 39  | 10  | 29  | .256 | —  | —  | —  | —    |                                          | [ 22 ] |
| 10                         | Willis Reed     | 1988–1989 | 110 | 33  | 77  | .300 | —  | —  | —  | —    |                                          | [ 27 ] |
| 11                         | Bill Fitch      | 1989–1992 | 246 | 83  | 163 | .337 | 4  | 1  | 3  | .250 | nella top 10 allenatori della storia NBA | [ 29 ] |
| 12                         | Chuck Daly      | 1992–1994 | 164 | 88  | 76  | .537 | 9  | 3  | 6  | .333 | nella top 10 allenatori della storia NBA | [ 30 ] |
| 13                         | Butch Beard     | 1994–1996 | 164 | 60  | 104 | .366 | —  | —  | —  | —    |                                          | [ 31 ] |
| 14                         | John Calipari   | 1996–1999 | 184 | 72  | 112 | .391 | 3  | 0  | 3  | .000 |                                          | [ 32 ] |
| 15                         | Don Casey       | 1999–2000 | 112 | 44  | 68  | .393 | —  | —  | —  | —    |                                          | [ 33 ] |
| 16                         | Byron Scott     | 2000–2004 | 288 | 149 | 139 | .517 | 40 | 25 | 15 | .625 |                                          | [ 34 ] |
| 17                         | Lawrence Frank  | 2004–2009 | 466 | 225 | 241 | .483 | 38 | 18 | 20 | .474 |                                          | [ 35 ] |
| 18                         | Tom Barrise     | 2009      | 2   | 0   | 2   | .000 | —  | —  | —  | —    |                                          | [ 36 ] |
| 19                         | Kiki Vandeweghe | 2009–2010 | 64  | 12  | 52  | .188 | —  | —  | —  | —    |                                          | [ 37 ] |
| 20                         | Avery Johnson   | 2010–2012 | 148 | 46  | 102 | .311 | —  | —  | —  | —    |                                          | [ 38 ] |
| Brooklyn Nets (NBA)        |                 |           |     |     |     |      |    |    |    |      |                                          |        |
| —                          | Avery Johnson   | 2012      | 28  | 14  | 14  | .500 | —  | —  | —  | —    |                                          | [ 38 ] |
| 21                         | P.J. Carlesimo  | 2012–2013 | 54  | 35  | 19  | .648 | 7  | 3  | 4  | .429 |                                          | [ 39 ] |
| 22                         | Jason Kidd      | 2013–2014 | 82  | 44  | 38  | .537 | 12 | 5  | 7  | .417 |                                          | [ 40 ] |
| 23                         | Lionel Hollins  | 2014–2016 | 119 | 48  | 71  | .403 | 6  | 2  | 4  | .333 |                                          | [ 41 ] |
| 24                         | Tony Brown      | 2016      | 45  | 11  | 34  | .244 | —  | —  | —  | —    |                                          | [ 42 ] |
| 25                         | Kenny Atkinson  | 2016–2020 | 308 | 118 | 190 | .383 | 5  | 1  | 4  | .200 |                                          | [ 43 ] |
| 26                         | Jacque Vaughn   | 2020      | 10  | 7   | 3   | .700 | 4  | 0  | 4  | .000 |                                          | [ 44 ] |
| 27                         | Steve Nash      | 2020-2022 | 161 | 94  | 67  | .584 | 16 | 7  | 9  | .438 |                                          | [ 45 ] |
| —                          | Jacque Vaughn   | 2022-2024 | 129 | 64  | 65  | .496 | 4  | 0  | 4  | .000 |                                          | [ 46 ] |
| 28                         | Kevin Ollie     | 2024      | 28  | 11  | 17  | .393 | —  | —  | —  | —    |                                          | [ 47 ] |
| 29                         | Jordi Fernández | 2024–     |     |     |     |      |    |    |    |      |                                          |        |

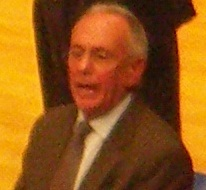
Larry Brown è stato allenatore dei Nets dal 1981 al 1983.
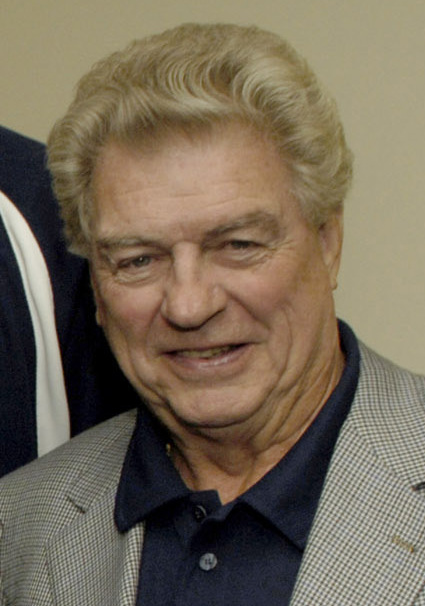
Chuck Daly ha allenato i Nets per due stagioni dal 1992 al 1994.
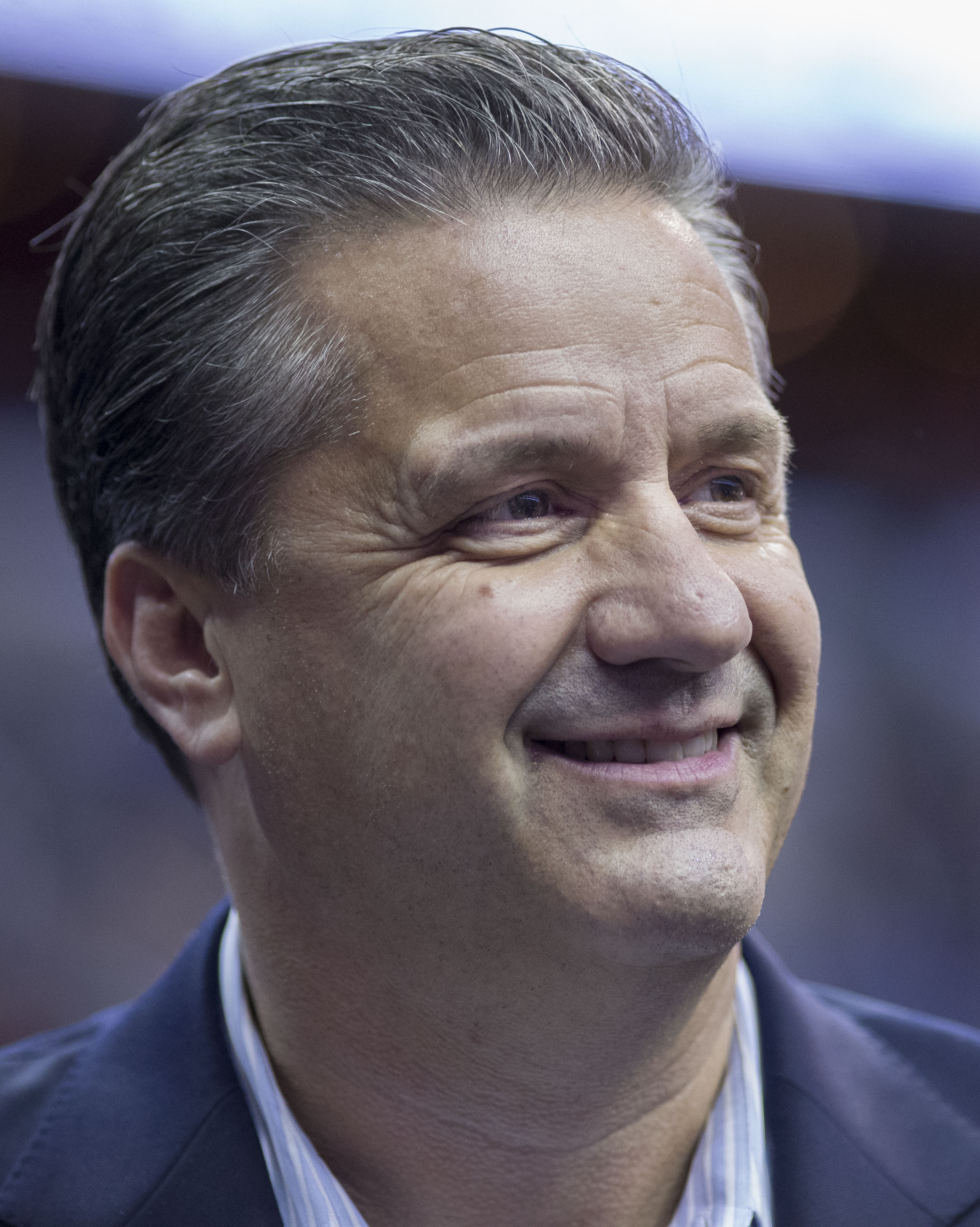
John Calipari è stato allenato per i Nets dal 1996 al 1999.
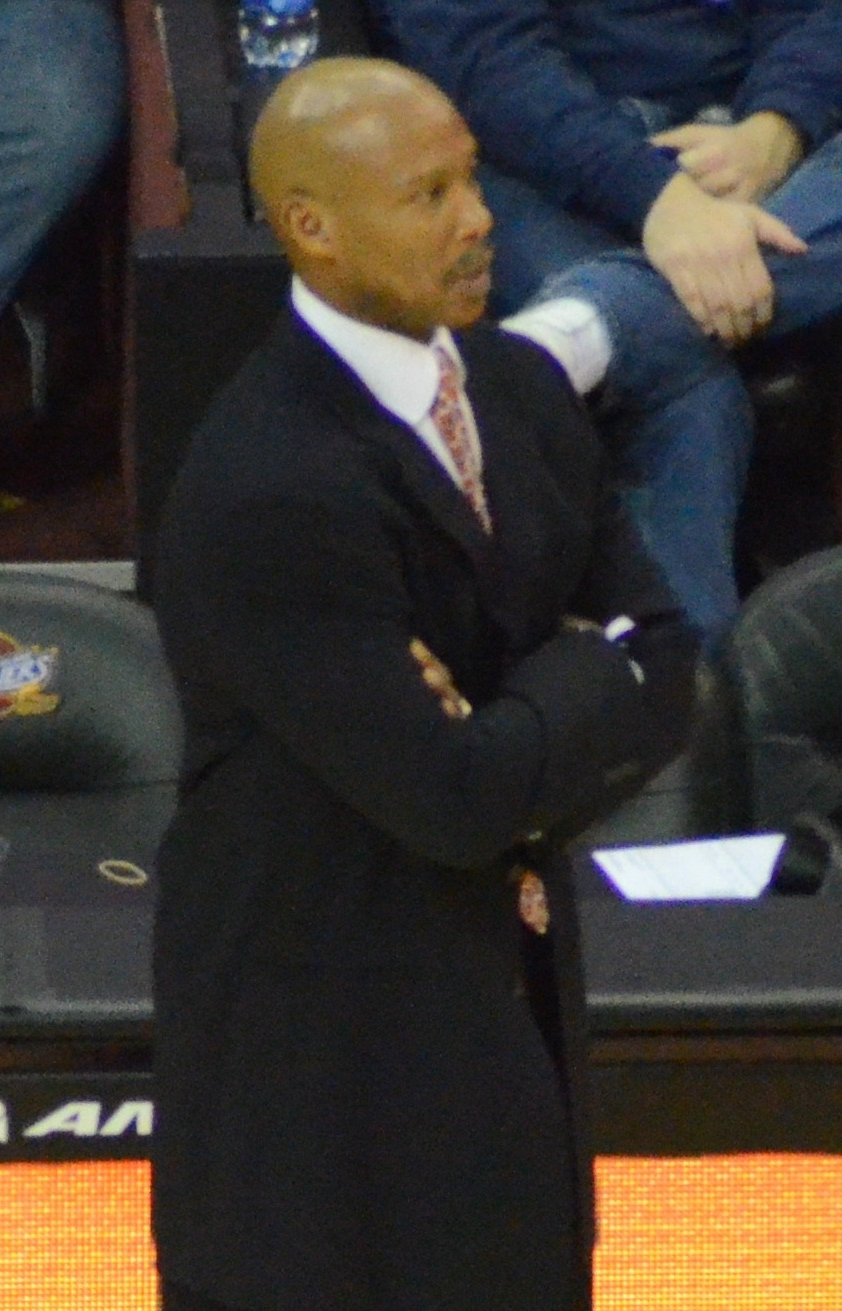
Byron Scott è stato allenatore dal 2000 al 2004 e ha guidato i Nets a due finali NBA nel 2002 e 2003.
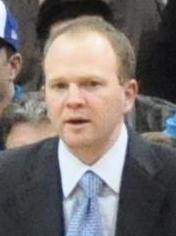
Lawrence Frank è stato allenatore dei Nets dal 2004 al 2009
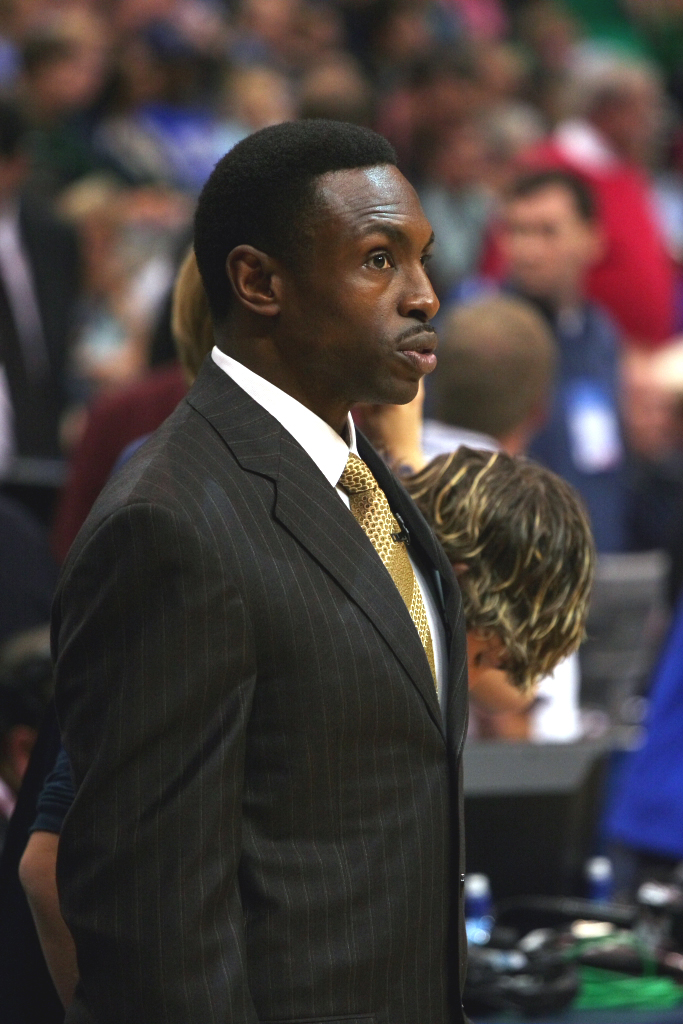
Avery Johnson è stato allenatore dei Nets dal 2010 al 2012.

## Palmarès

### NBA
|                      | Titoli | Anni                                       |
| Titoli di Conference | 2      | 2002, 2003                                 |
| Titoli di Division   | 4      | 2001-2002, 2002-2003, 2003-2004, 2005-2006 |

### ABA
|                                      | Titoli | Anni       |
| Titoli ABA                           | 2      | 1974, 1976 |
| Titoli ABA Division (Playoffs)       | 2      | 1972, 1974 |
| Titoli ABA Division (Regular Season) | 1      | 1974       |

## Premi e riconoscimenti individuali

### ABA
ABA Most Valuable Player Award (record condiviso con gli Indiana Pacers)
- Julius Erving – 1974, 1975, 1976

ABA Playoffs Most Valuable Player
- Julius Erving – 1974, 1976

ABA Rookie of the Year Award
- Brian Taylor – 1973

ABA All-Star Game
- Julius Erving - 1974, 1975, 1976
- Bill Melchionni - 1971, 1972, 1973
- Billy Paultz - 1973, 1974[N 1], 1975
- Rick Barry - 1971, 1972
- Larry Kenon - 1974, 1975
- Brian Taylor - 1975, 1976
- Tony Jackson - 1968
- Walt Simon - 1969
- Levern Tart - 1970

ABA Slam Dunk Contest
- Julius Erving - 1976

ABA All-Star Game head coaches
- Kevin Loughery – 1975, 1976

ABA All-Time Team
- Julius Erving
- Rick Barry
- Billy Paultz

ABA All-Time MVP
- Julius Erving

All-ABA First Team
- Julius Erving – 1974, 1975, 1976
- Rick Barry – 1971, 1972
- Bill Melchionni – 1972

All-ABA Second Team
- Brian Taylor – 1975

ABA All-Defensive Team
- Mike Gale – 1974
- Brian Taylor – 1975, 1976
- Julius Erving – 1976

ABA All-Rookie Team (record condiviso con i Virginia Squires)
- John Roche – 1972
- Jim Chones – 1973
- Brian Taylor – 1973
- Larry Kenon – 1974
- John Williamson – 1974
- Kim Hughes – 1976

### NBA
NBA Rookie of the Year
- Buck Williams – 1982
- Derrick Coleman – 1991

NBA Executive of the Year
- Rod Thorn – 2002

NBA All-Star Game
- Jason Kidd - 2002, 2003, 2004, 2007[N 2], 2008
- Buck Williams - 1982, 1983, 1986
- Vince Carter - 2005, 2006, 2007
- Kevin Durant - 2021, 2022[N 3], 2023[N 4]
- Kyrie Irving - 2021, 2023
- James Harden - 2021, 2022
- Otis Birdsong - 1984
- Micheal Ray Richardson - 1985
- Kenny Anderson - 1994
- Derrick Coleman - 1994
- Jayson Williams - 1998
- Stephon Marbury - 2001
- Kenyon Martin - 2004
- Devin Harris - 2009
- Deron Williams - 2012
- Brook Lopez - 2013
- Joe Johnson - 2014
- D'Angelo Russell - 2019

NBA Three-point Shootout
- Joe Harris- 2019

NBA Skills Challenge
- Jason Kidd - 2003
- Spencer Dinwiddie - 2018

NBA All-Star Game head coaches
- Byron Scott – 2002

All-NBA First Team
- Jason Kidd – 2002, 2004

All-NBA Second Team
- Buck Williams – 1983
- Jason Kidd – 2003
- Kevin Durant – 2022

All-NBA Third Team
- Derrick Coleman – 1993, 1994
- Dražen Petrović – 1993
- Stephon Marbury – 2000
- Kyrie Irving – 2021

NBA All-Defensive First Team
- Jason Kidd – 2002, 2006

NBA All-Defensive Second Team
- Jason Kidd – 2003, 2004, 2005, 2007
- Buck Williams – 1988

NBA Rookie First Team
- Bernard King – 1978
- Buck Williams – 1982
- Derrick Coleman 1991
- Keith Van Horn – 1998
- Kenyon Martin – 2001
- Brook Lopez – 2009
- Mason Plumlee – 2014

NBA Rookie Second Team
- Chris Morris – 1989
- Kerry Kittles – 1997
- Richard Jefferson – 2002
- Nenad Krstić – 2004
- Marcus Williams – 2007
- Derrick Favors – 2011
- MarShon Brooks – 2012
- Bojan Bogdanović – 2015
- Yogi Ferrell – 2017